# Carlos II de Espanha

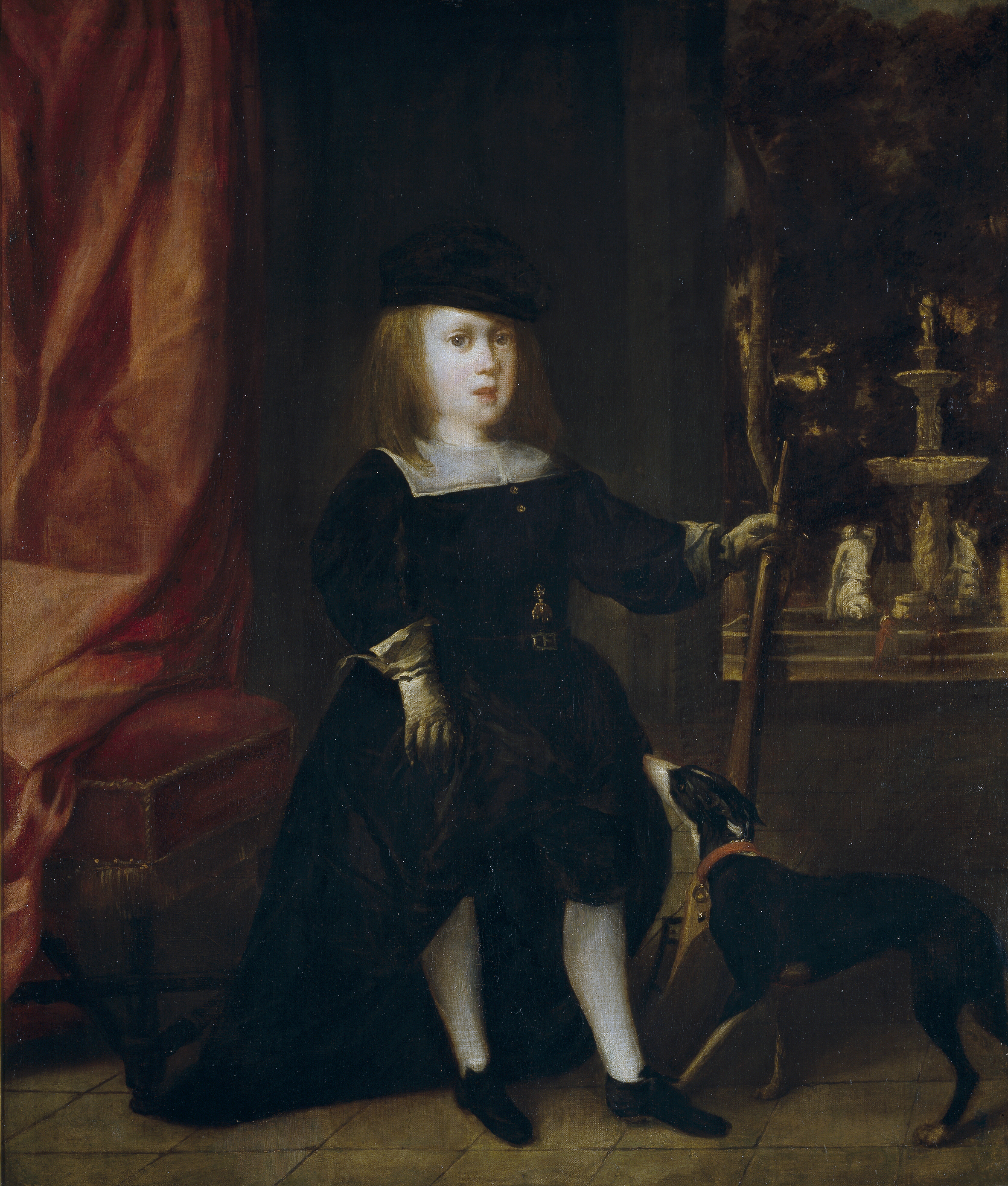
O jovem Carlos II; Museu do Prado

Carlos II (Madrid, 6 de novembro de 1661 – Madrid, 1 de novembro de 1700), também conhecido como Carlos, o Enfeitiçado, foi o Rei da Espanha de 1665 até sua morte, sendo o último monarca espanhol da Casa de Habsburgo. Seus domínios incluíam os Países Baixos Espanhóis e o império espanhol de além-mar, indo das Américas até as Índias Orientais Espanholas.
Segundo relatos históricos, Carlos II era portador de sérias limitações físicas e mentais. Só começou a falar aos quatro anos de idade, e a andar aos oito anos. Sofria de graves problemas de saúde, e morreu aos 39 anos, com aparência de velho e sem deixar herdeiros.
Quando da morte de Carlos, em 1700, todos os potenciais sucessores Habsburgo haviam morrido. Ele nomeou em seu testamento seu sobrinho-neto Filipe, Duque de Anjou, como seu sucessor. Filipe era neto da meia-irmã de seu pai, Maria Teresa da Áustria, primeira esposa do rei Luís XIV de França. Já que as outras potências europeias viam a possível relação dinástica entre a Espanha e a França como uma perigosa mudança de equilíbrio de poder, a Guerra da Sucessão Espanhola começou pouco depois de sua morte.

## Infância e problemas de saúde
Nascido em 6 de novembro de 1661 no Real Alcázar de Madrid, Carlos foi o último filho e único sobrevivente de Filipe IV da Espanha e sua segunda esposa, Maria Ana da Áustria. Apesar de fraco e doentio, seu nascimento foi recebido com grande alegria, já que os outros herdeiros de Filipe IV se encontravam mortos: Filipe Prospero, Príncipe das Astúrias, morrera aos 4 anos de idade, e antes dele haviam morrido Fernando Tomas e Baltasar Carlos, este em 1646, com dezessete anos de idade. Como consequência, Carlos tornou-se o único herdeiro legítimo de Filipe IV.
A saúde da criança desde o nascimento era particularmente fraca, tanto que o embaixador francês na corte de Madri, apenas alguns meses após o nascimento da criança, relatou assim a Luís XIV:
| “ | O príncipe parece ser extremamente fraco. Tem uma erupção herpética nas bochechas. A cabeça está completamente coberta de crostas. Por duas ou três semanas, uma espécie de dreno ou canal de drenagem se formou sob a orelha direita. | ” |

Por causa de sua saúde particularmente precária, Carlos II não conseguiu falar até aos quatro anos de idade, nem andar até ter oito anos, e foi tratado como uma criança pequena até os dez anos de idade: seus guardiões haviam evitado sujeitá-lo a qualquer esforço físico ou intelectual, a ponto de nem sequer considerar a higiene pessoal do garoto, tanto que seu meio-irmão João José de Áustria, enquanto valido, obrigou-o a lavar e cuidar do cabelo.
Além disso, o rei era frequentemente atingido por ataques muito fortes de enxaqueca, epilepsia e doenças contínuas como gripe, que a crença popular atribuía a uma maldição. Por esse motivo, ele entrou para a história como O Enfeitiçado. Sobre essa crença, o próprio soberano disse:
| “ | Muitas pessoas dizem-me que estou enfeitiçado e acredito bem: estas são as coisas que sinto e sofro. | ” |

Estudos médicos recentes mostraram que, por outro lado, a má saúde do rei era consequência principalmente da política endogâmica de casamentos da dinastia Habsburgo, como o casamento entre primos de primeiro grau ou entre tios e sobrinhos, cujo objetivo era não dispersar os territórios da família mas impunha problemas do ponto de vista genético. A mãe de Carlos, Maria Ana da Áustria era filha de Maria Ana da Espanha, que também era irmã de Filipe IV da Espanha, que, por sua vez, foi o pai de Carlos. Filipe IV e Maria Ana da Áustria, pais de Carlos, eram tio e sobrinha, respectivamente, enquanto Maria Anna da Espanha era simultaneamente tia paterna e avó materna de Carlos. Este último, portanto, tinha quatro bisavós em vez de oito e seis trisavós em vez de dezesseis. Segundo um estudo médico, seu coeficiente de consanguinidade era de 0,254, mais de 10 vezes o de Filipe I de Castela, pai do imperador Carlos V e fundador da dinastia.
A teoria mais seguida atribui seu raquitismo, sua fraqueza mental e esterilidade à síndrome de Klinefelter, mas, além disso, o rei sofria de um acentuado prognatismo mandibular, presente em muitos membros da família e, por esse motivo, chamado Lábio Habsburgo, que dificultava a fala e a mastigação. Finalmente, as características marcadas do rosto sugeriam a possibilidade de que ele sofria de acromegalia, enquanto a gastrite e vômito frequentes remontam ao fato de que ele estava sofrendo de acidose tubular renal.

### Descrição de Carlos II

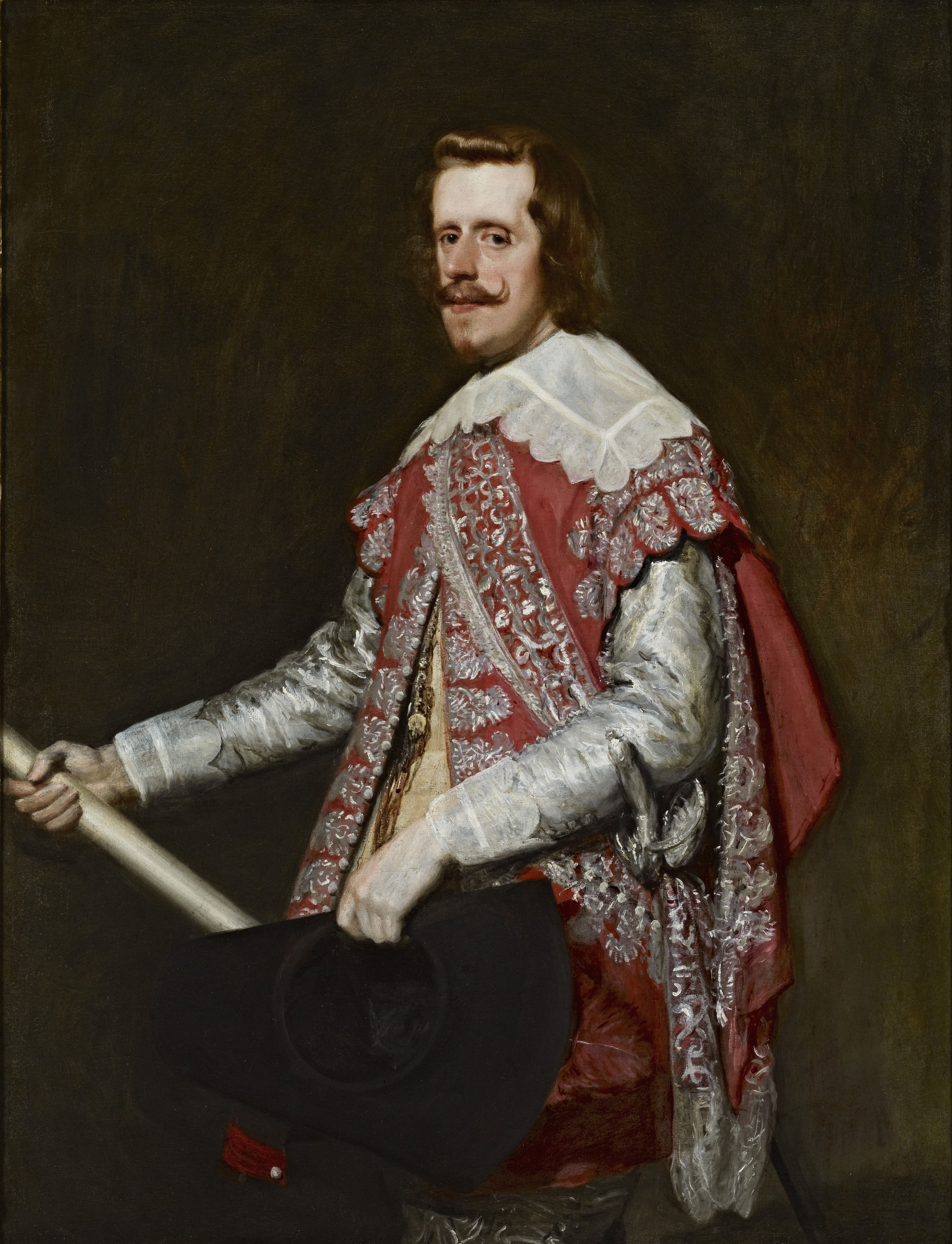
Felipe IV, pai de Carlos II, por Diego Velázquez, 1644

Suas precárias condições de saúde influenciaram muito sua aparência física, tanto que o núncio apostólico na Espanha, depois de conhecer o soberano com cerca de vinte anos, relatou:
| “ | O rei é mais baixo do que alto, malformado, tem rosto desajeitado, pescoço longo e rosto alongado e curvado, o lábio típico da casa dos Habsburgos, olhos muito grandes, olhos turquesa e pele fina e delicada. O cabelo é longo e loiro, trazido para trás para expor as orelhas. Não é possível endireitar o corpo, mas, quando ele caminha, ele se apoia em uma mesa na parede ou em qualquer outra coisa. Seu corpo é tão fraco quanto sua mente. Às vezes, mostra sinais de inteligência, memória e vivacidade, mas não agora, parece lento e sem resposta, desajeitado, preguiçoso, com uma expressão de surpresa. Você pode fazer o que quiser, não tem vontade própria. | ” |

Os historiadores americanos William e Ariel Durant acrescentaram: "Baixo, mancando, epilético, precocemente velho e completamente careca antes dos 35 anos de idade, ele estava sempre perto da morte".
Segundo o historiador Modesto Lafuente, ele era um rei religioso, tímido e que, com o tempo, tornou-se cada vez mais reflexivo, angustiado e entristecido pelos muitos problemas do reino; Antonio Castillo escreveu sobre seu comportamento:
| “ | E, no entanto, apesar de um comportamento infantil que o levava à cozinha para ajudar a preparar doces em vez de ir às reuniões do Conselho, sua raiva e suas reações de raiva inesperada além de sua paixão pelo chocolate, causou-lhe uma adição mono-alimentar de chocolate, além de todos esses defeitos, ele tinha um enorme senso de religião e, acima de tudo, de regra. | ” |

## Reino

### Regência de Maria Ana da Áustria

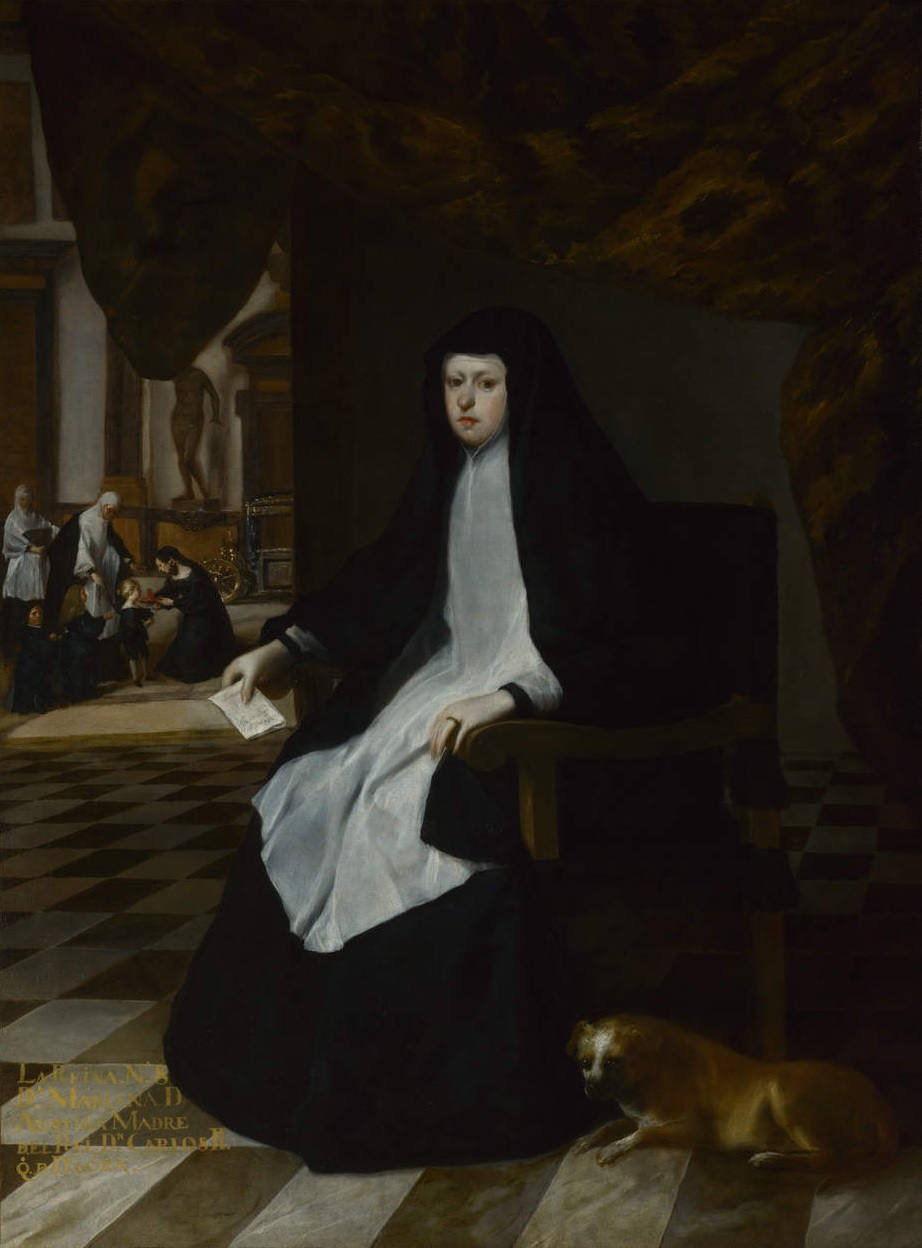
A regente Maria Ana da Áustria, por

Filipe IV morreu na manhã de 17 de setembro de 1665, declarando seu filho Carlos, com apenas 4 anos de idade, como seu herdeiro. Dada a tenra idade de Carlos e suas precárias condições de saúde, com a cláusula 21 do testamento, Filipe IV confiou a regência à rainha Maria Ana da Áustria, que deveria ser assistida por seis outras autoridades, incluindo o arcebispo de Toledo e inquisidor-geral, o cardeal Baltasar Moscoso y Sandoval.
| “ | Eu nomeio como governadora de todos os meus reinos e senhorios e estados e tutor do príncipe meu filho e de qualquer outro menino ou menina que me suceda, a rainha Maria Ana da Áustria, minha muito querida e amada esposa com todas as faculdades e poderes, de acordo com as leis, privilégios, estilos e costumes de cada um dos meus ditos reinos, estados e senhorios. | ” |

Filipe IV, então, com a disposição 37, reconheceu como seu filho João José de Áustria, que se distinguira como general na Flandres e como pacificador das revoltas em Nápoles e na Catalunha, recomendando esposa que promova a sua carreira.

### Juan Everardo Nithard como valido

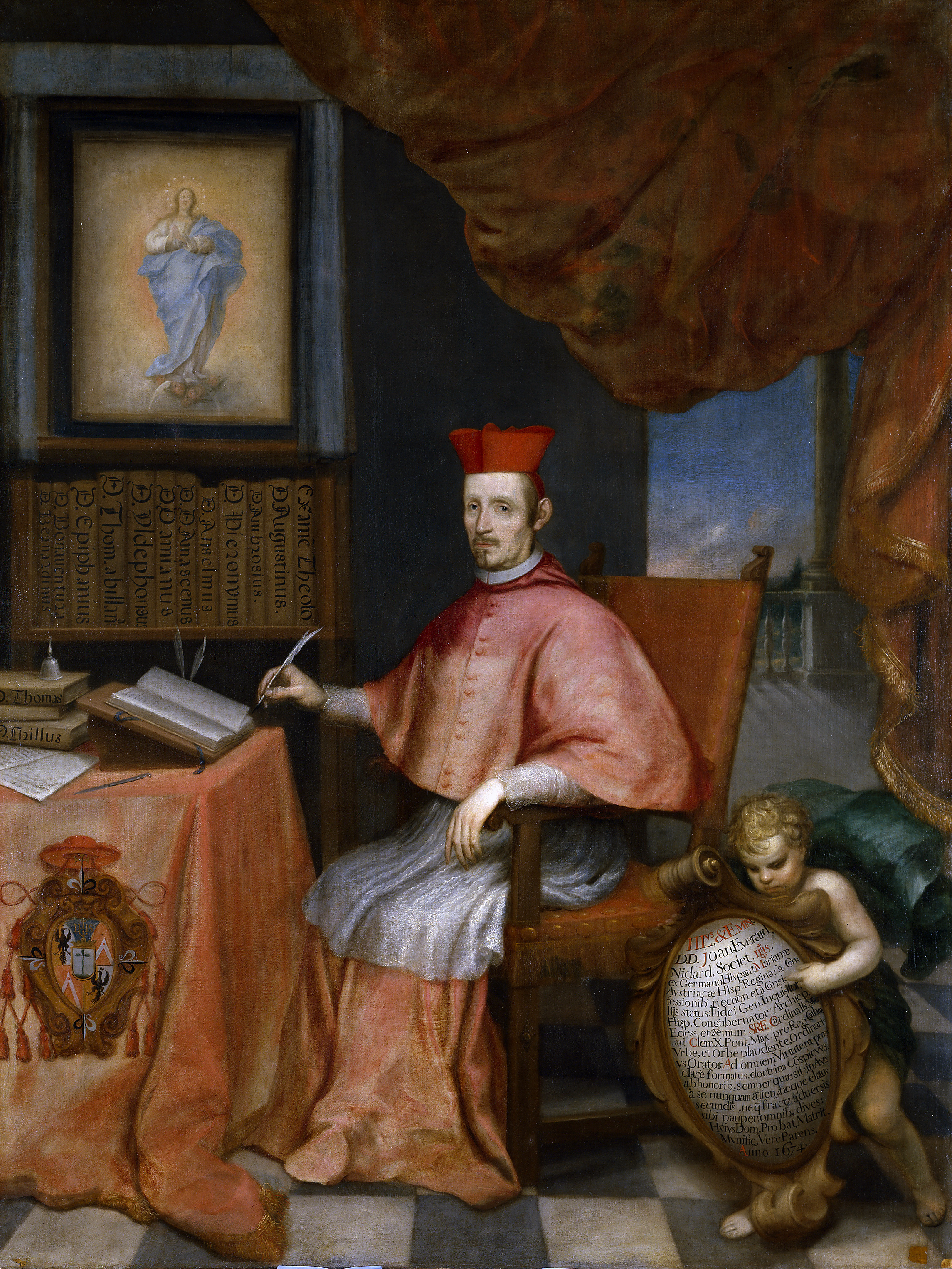
Juan Everardo Nithard

A rainha mãe, quando da morte do arcebispo de Toledo, atribuiu o cargo vago de inquisidor geral e presidente do conselho de regência ao seu confessor pessoal, o jesuíta austríaco Juan Everardo Nithard, a quem ela conferiu oficialmente o título de valido, excluindo João José, que logo começou a odiar a rainha e seu favorito, já que a nobreza desprezava Nithard por causa de sua influência excessiva sobre a rainha e, em segundo lugar, porque sua nomeação não havia sido aprovada pelo Papa Alexandre VII.
Nithard herdara uma situação política particularmente complexa, porque, por um lado, a derrota na guerra franco-espanhola abalara o poder e o prestígio espanhol na Europa, enquanto, por outro, a guerra de restauração portuguesa, que se arrastava desde 1640, absorveu as escassas energias do reino.
Durante o governo de Nithard, a situação portuguesa precipitou ainda mais, pois o exército espanhol mal equipado e mal dirigido se mostrou totalmente incapaz de defender as fronteiras e, regularmente, as tropas portuguesas conseguiam penetrar em Castela e Andaluzia, realizando saques. Incapaz de repelir o exército português, Nithard assinou desastroso Tratado de Lisboa em 1668, com o qual, em troca de Ceuta, a Espanha reconheceu a independência de Portugal e seus bens (Brasil e redutos comerciais na Índia e Indochina).
No mesmo ano, Luís XIV da França também empreendeu a guerra de devolução contra a Espanha, que somente graças à ajuda da Inglaterra, Suécia e Províncias Unidas, preocupadas com o expansionismo francês, conseguiu evitar, no Tratado de Aachen, graves perdas territoriais.
O Tratado de Lisboa e a guerra da devolução desacreditaram seriamente o governo jesuíta à nobreza, enquanto o descontentamento das classes mais fracas havia crescido devido ao forte aumento dos impostos ordenados pelo jesuíta para financiar os dois conflitos. João José da Áustria tornou-se um intérprete desse descontentamento: em 1669 marchou para Madri, ocupou a capital sem encontrar resistência e forçou a rainha-mãe a dispensar Nithard.

### Fernando de Valenzuela como valido

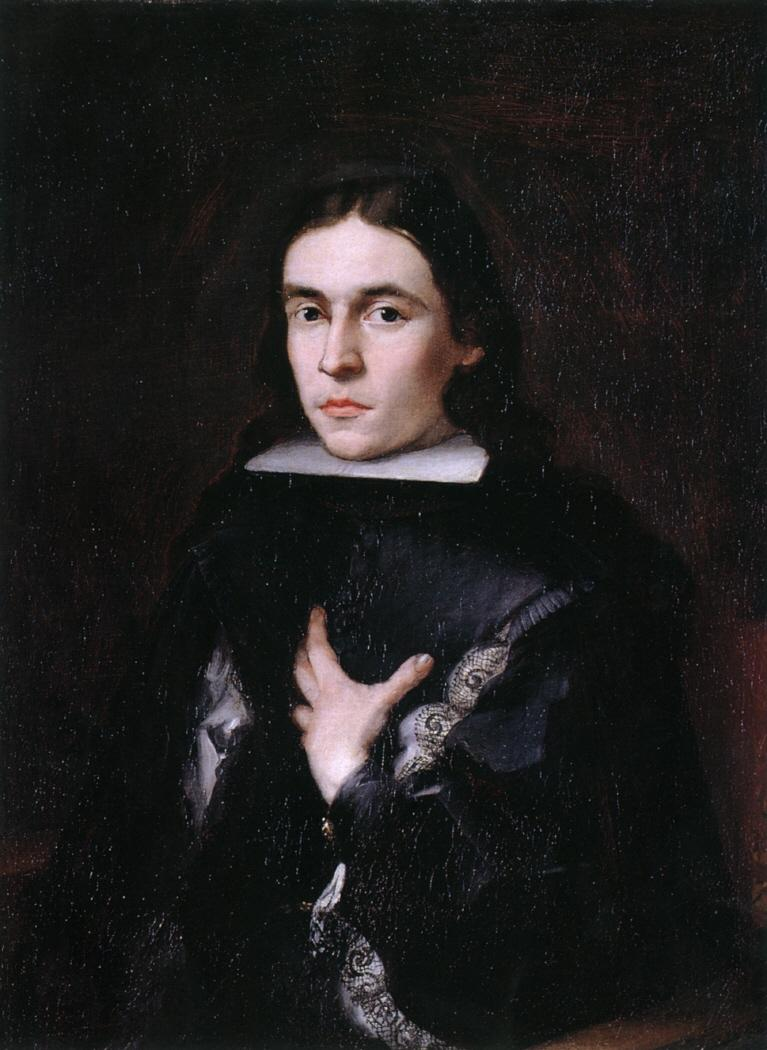
Fernando de Valenzuela, marqués de Villasierra, por Juan Carreño de Miranda

Em substituição de Nithard, Fernando de Valenzuela, marquês de Villasierra, cujo governo não seria mais eficiente que o de seu antecessor, foi indicado como valido. Em termos econômicos, de fato, Valenzuela não tentou adotar reformas para tornar a arrecadação de impostos mais equitativa e eficiente, nem conseguiu reorganizar a circulação monetária, abalada pela cunhagem excessiva de moedas que ocorreu durante as últimas décadas do reinado de Filipe IV, mas, para resolver os sérios problemas financeiros, mais uma vez recorreu ao aumento de impostos diretos que pesava sobre as classes populares e reduziu o número de soldados do exército.
Igualmente negativa foi sua política externa, pois ele foi o principal responsável pela entrada da Espanha na guerra na Guerra Franco-Holandesa de 1672. Nesse conflito, o exército espanhol fortemente enfraquecido falhou em defender o Franco-Condado, perdeu as fortalezas importantes de Namur e Charleroi e sofreu várias incursões na Catalunha, enquanto uma frota espanhola-holandesa travou algumas batalhas inconclusivas contra os Franceses e ingleses.
Depois disso, em 1674, ocorreu a revolta de Messina na qual os habitantes da cidade italiana, expulsando a guarnição espanhola, pediram a ajuda das tropas francesas, enquanto a batalha naval de Palermo entre as marinhas hispano-holandesa e francesa terminou com uma importante vitória francesa.
Em 1678, foi assinado o Tratado de Nimega, segundo o qual a França obteve o Franco-Condado e numerosas fortalezas flamengas em troca do retorno de Charleroi, Namur e da cidade de Messina. Furioso com a revolta, Carlos II declarou a cidade "morta civilmente", aboliu todos os privilégios, e destruiu o Palácio Senatorial, onde o Senado de Messina se reunia, ordenando também, como sinal de desprezo, espalhar sal sobre a cidade.

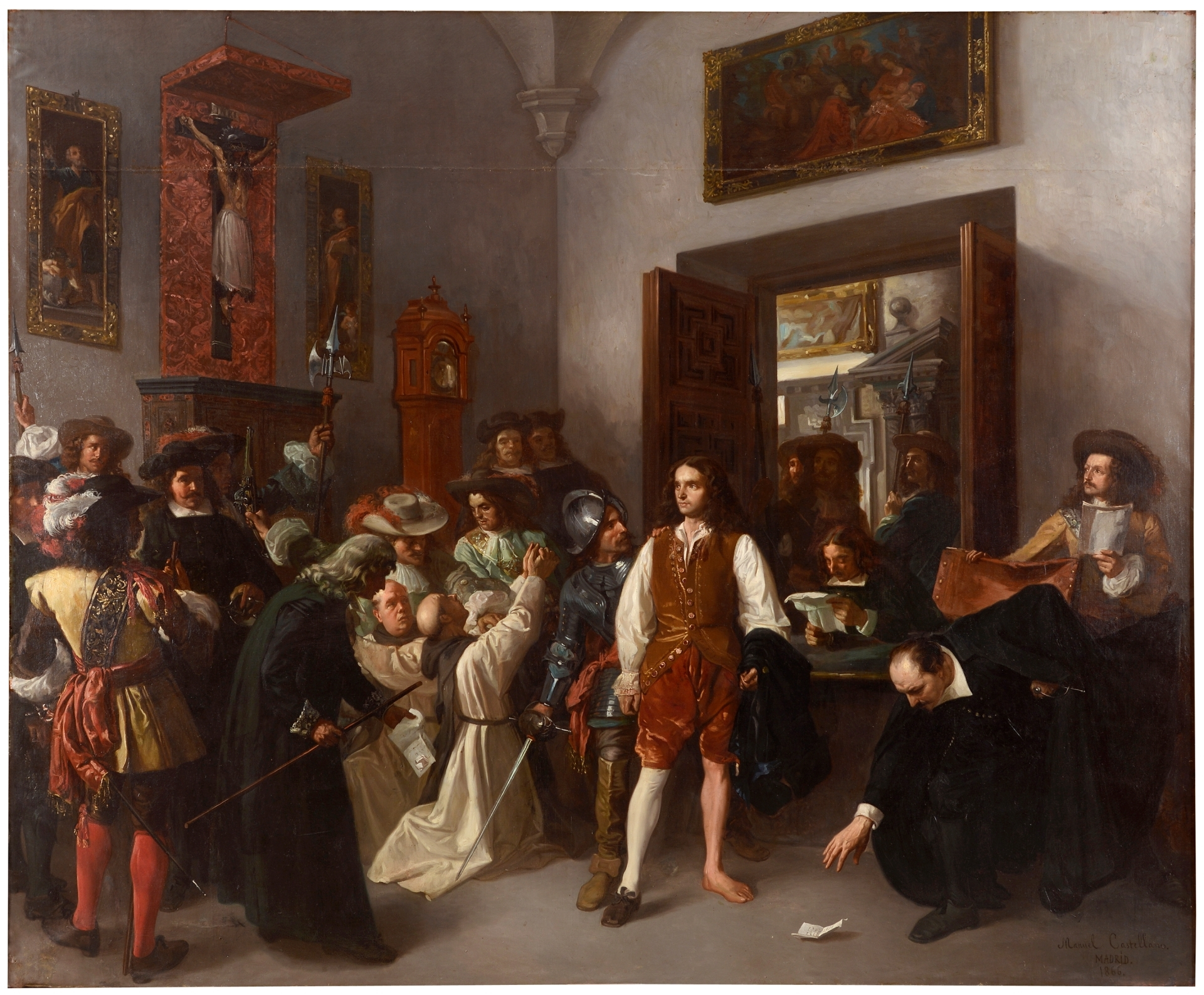
Prisión de don Fernando de Valenzuela, por Manuel Castellano. Após a morte do rei Filipe IV, ele foi confidente de sua viúva, Maria Ana da Áustria, pela qual obteve várias posições palacianas. Devido a suas intrigas políticas, em 1677 ele foi detido por ordem de João José da Áustria no Mosteiro do Escorial e condenado ao exílio nas Filipinas. Passou seus últimos dias na Nova Espanha.

As sérias derrotas na guerra holandesa, no entanto, influenciaram bastante a situação política do reino: de fato, com a maioridade de Carlos II, tanto a rainha mãe quanto o seu meio-irmão João José empreenderam uma luta feroz para garantir posições de poder, dada a severa fraqueza física do soberano.
Para esse fim, em 1677, a rainha, com o apoio de Valenzuela e grande parte da corte, decidiu enviar João José para a Itália, a fim de removê-lo da corte enquanto ela prolongava a regência por mais dois anos.
Depois de uma briga violenta com a mãe, Carlos II desistiu, mas secretamente enviou mensagens ao seu meio-irmão Dom João José, levando-o a marchar para Madri: ele ocupou o Palácio do Escorial e convenceu o rei, que já era de maior desde 1675, a demitir Valenzuela e exilá-lo para as Filipinas, além confinar a rainha mãe, Maria Ana da Áustria, no Alcázar de Toledo e, finalmente, nomeá-lo como favorito.

### Governo pessoal
Em 1679, João José morreu e Maria Ana conseguiu retornar a corte. De fato, apesar de ter sido declarado adulto, o rei, devido à saúde debilitada, deixou sua mãe com considerável liberdade de ação, pois, consciente de suas fraquezas, preferiu delegar parte de seus poderes a vários validos como Juan Francisco de la Cerda, duque de Medinaceli (de 1680 a 1685), Manuel Joaquín Álvarez de Toledo, conde de Oropesa (de 1685 a 1691 e de 1695 a 1699) e ao arcebispo de Toledo Luis Manuel Fernández de Portocarrero (de 1699 a 1700).

### Problemas econômicos e declínio político
Os anos em que Carlos II reinou foram difíceis para a Espanha, que agora entrou em uma fase de declínio. A crise política e militar piorou devido às derrotas na Guerra dos Trinta Anos e às contínuas guerras contra a França. Esses conflitos, embora não tenham comprometido seriamente o imenso império espanhol (exceto, é claro, a perda de Portugal e as colônias do Brasil e das Molucas), no entanto, arruinaram a economia e enfraqueceram as conexões entre as várias províncias.
Na realidade, a situação econômica espanhola já fora enfraquecida pela política imperialista de Filipe II e seus sucessores Filipe III e Filipe IV, por problemas estruturais como uma administração descentralizada e fraca, um sistema tributário que pesava principalmente sobre as classes mais baixas e isentava a nobreza e da Igreja Católica da cobrança de impostos além falta de uma burguesia dinâmica que pudesse ativar circuitos produtivos vitais.
Os problemas econômicos foram ampliados pela forte importância assumida pela nobreza e pelo clero, não apenas pelas deduções fiscais, mas também pelo simples fato de a maioria das propriedades fundiárias estar concentrada nessas classes.

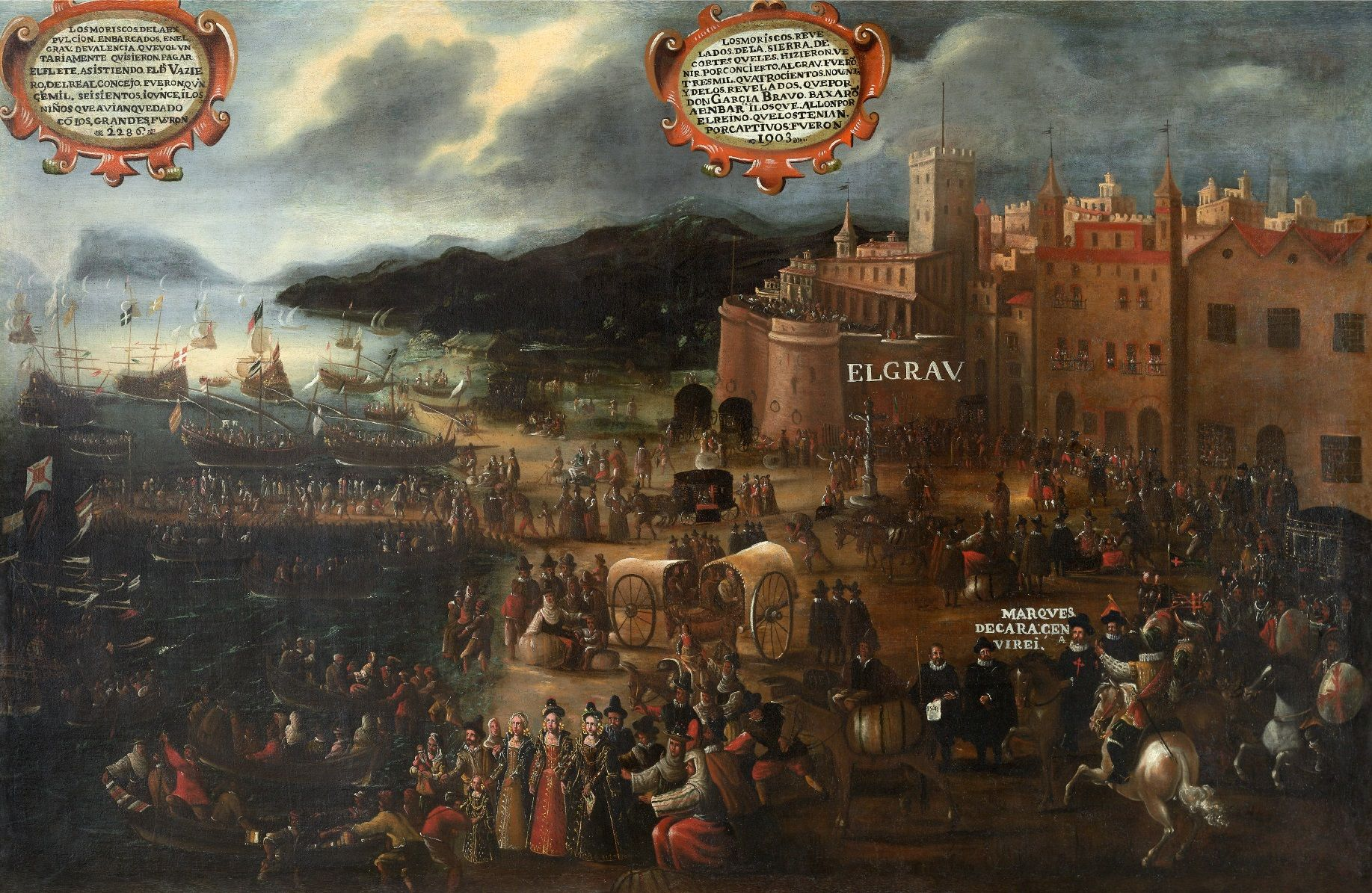
Embarque de mouriscos no porto de El Grao de Valência. Muitos mouros mouriscos de fome e doenças ao chegar ao norte da África. Além disso, Valência, a região mais prejudicada com a expulsão, demorou séculos para se recuperar economicamente e demograficamente.

Como consequência disso, os latifúndios não foram explorados, exceto pelo pastoreio ou por uma agricultura extensiva e pouco produtiva, confiada nas mãos dos trabalhadores, enquanto os proprietários livres, esmagados pela carga tributária ou emigraram para as cidades, mas com pouca possibilidade de encontrar trabalho ou para as colônias, causando um grande déficit demográfico.
Em tais condições, os efeitos da expulsão dos mouriscos, ocorrido em 1609 por ordem do duque de Lerma, o favorito de Filipe III, tornaram-se ainda mais graves. Os muçulmanos que após a Reconquista haviam permanecido na Espanha sob a condição de se converterem ao cristianismo constituíam, precisamente porque eram considerados indignos de serviço religioso ou militar, uma força de trabalho de alta qualidade na indústria da seda, assim como na produção agrícola.
No entanto, esses méritos foram insuficientes para salvá-los: na verdade, a pressão do clero, sob o pretexto de que os muçulmanos poderiam ter facilitado um ataque turco, induziu Filipe III e o duque de Lerma a exilá-los, privando o país de 200 000 homens, igual a 3,5 % da população; outras estimativas também indicam 275 000  e 300 000 expulsos para o norte da África. Com esse ato, a economia andaluza ficou seriamente comprometida e ficou sem os melhores agricultores e artesãos.
A conseqüência natural disso foi que a Espanha, principal importadora de metais preciosos das Américas, reteve apenas uma pequena quantidade e usou o restante como meio de pagamento aos comerciantes italianos (especialmente República de Gênova|genoveses), flamengos e holandeses.
O que foi dito é ainda mais evidente no testemunho de Alonso Núñez de Castro escrito em 1675:
| “ | Deixe Londres produzir aquelas roupas tão queridas para o seu coração; deixamos a Holanda produzir seus tecidos, Florença suas cortinas, Índias suas peles, Milão seus brocados, Itália e Flandres seus tecidos de linho ... somos capazes de comprar esses produtos que comprovam que todas as nações trabalham para Madri e que Madri é a grande rainha, porque o mundo inteiro serve Madri, enquanto Madri não serve a ninguém.» | ” |

Por fim, a influência do clero impediu qualquer desejo de reforma cultural e seu papel é atestado pela importância assumida pela corte inquisitorial que em 1680 celebrou, na presença da família real e da corte, o maior auto de fé da história da Inquisição espanhola: 120 prisioneiros foram julgados e um livro ricamente decorado foi publicado para comemorar o evento. Os excessos do clero, no entanto, assustaram Carlos, que criou uma comissão especial para investigar a Inquisição Espanhola, mas, embora o relatório fosse claramente contrário à inquisição, a influência do clero foi de induzir o governo a esconder e , de acordo com alguns, de fato, quando posteriormente Filipe V solicitou o documento, nenhuma cópia foi encontrada.

## Sucessão

### Casamentos
Desde a morte de Filipe IV, o trono da Espanha havia sido objeto de intensas relações diplomáticas entre Luís XIV de França e o imperador Leopoldo I de Habsburgo, primos e cunhados de Carlos II, a fim de impedir que uma eventual morte do soberano sem herdeiros legítimos levasse a uma guerra.

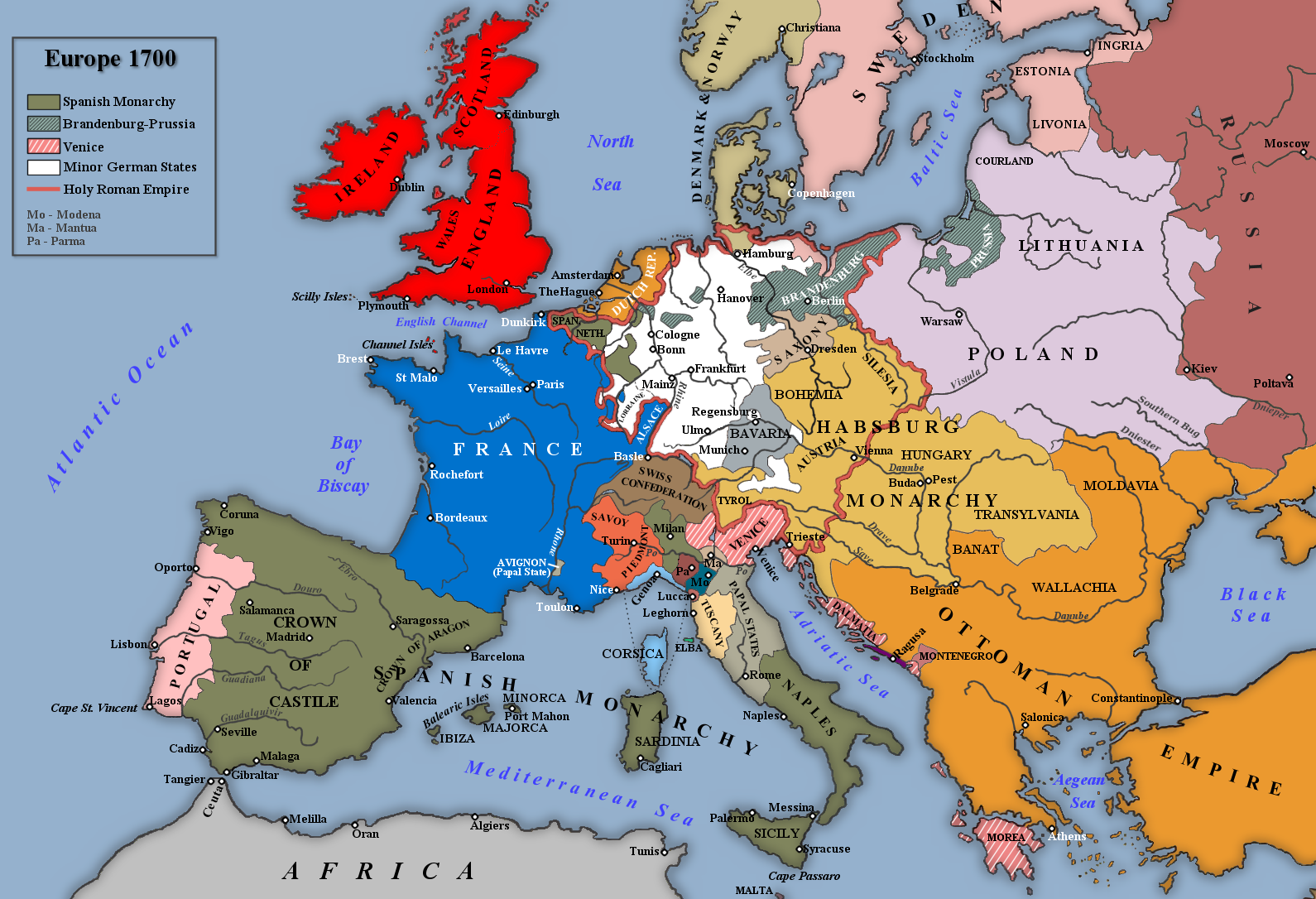
Mapa político da Europa no início do século XVIII

Essas negociações levaram em 1668 à estipulação de um tratado, que nunca entrou em vigor, o que previa a divisão do império espanhol nos seguintes termos:
- para a França:

1. Holanda;
2. Franco-Condado;
3. Navarra;
4. Ducado de Milão;
5. reinos de Nápoles e Sicília;
6. posses no norte da África;
7. Filipinas.

- aos Habsburgos da Áustria:

1. Espanha;
2. reino da Sardenha;
3. colônias americanas.

Para evitar o desmembramento do reino, era necessário dar uma esposa ao rei, para que ele pudesse gerar um herdeiro o mais rápido possível e, assim, manter a casa dos Habsburgos da Espanha no trono. Após muita negociação, a corte de Madri escolheu uma princesa francesa e, em 1679, Carlos II casou-se com Maria Luísa de Orleães , filha de Filipe I de Bourbon-Orleães (irmão de Luís XIV) e sua primeira esposa Henriqueta Ana da Inglaterra.

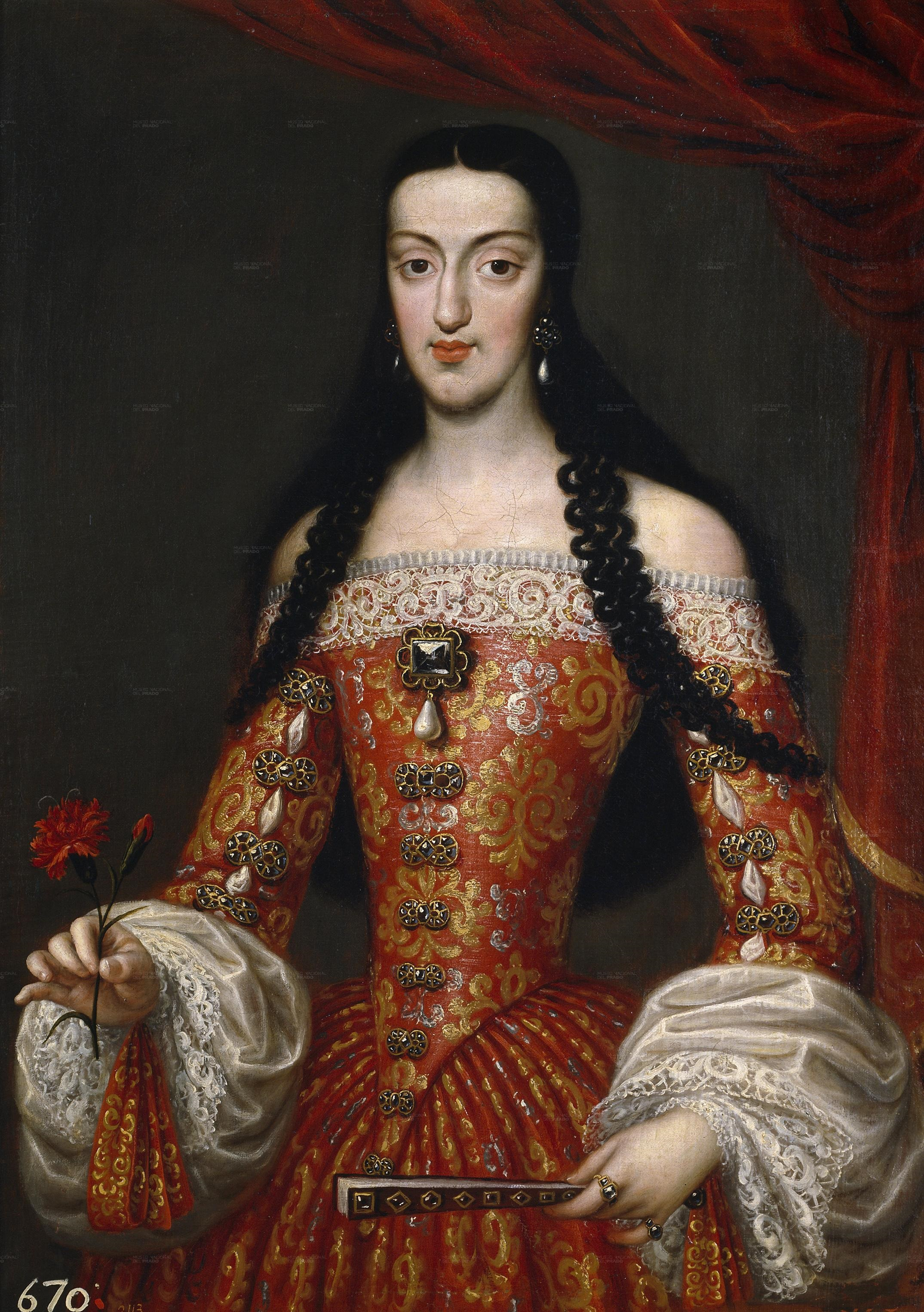
Maria Luísa de Orleães, primeira esposa de Carlos II

No entanto, nenhum filho nasceu do casamento: embora o casal fosse muito unido, a saúde precária do soberano provavelmente causou uma forma de infertilidade, conforme observado pelo testemunho do embaixador francês em Madri que, depois de conversar com a rainha ele escreveu:
| “ | Ela [a rainha] não era mais verdadeiramente virgem, mas, tanto quanto podia dizer, acreditava que nunca teria filhos. | ” |

Como consequência disso, a rainha foi submetida a uma pressão muito forte de toda a corte para tentar procriar um herdeiro, mas estes não só não tiveram o efeito desejado, mas contribuíram para prostrar a fibra do soberano, que caiu em uma forte crise de melancolia.
Em 12 de fevereiro de 1689, a rainha Maria Luísa de Orleães morreu de peritonite, causada por uma queda de um cavalo; o rei ficou tão chateado que se disse que "o último sorriso do rei repousou nos lábios de Maria Luísa d'Orleans"; mas a ameaça cada vez mais próxima de extinção da dinastia o convenceu a um novo casamento.
Tendo descartado a ideia de casamento com a neta Maria Antónia da Áustria, filha de sua irmã Margarida Teresa de Habsburgo e do imperador Leopoldo I, a atenção do tribunal voltou-se para as princesas Ana Maria Luísa de Médici, única filha de Cosme III de Médici, Grão-duque da Toscana e para Maria Ana de Neuburgo, uma das filhas de Filipe Guilherme de Neuburgo. Em parte seguindo o conselho de Leopoldo I e em parte porque a noiva veio de uma família extremamente fértil (os pais tiveram dezessete filhos), o rei acabou por se casar em 1690 com Maria Ana de Neuburgo, cujo caráter colérico e autoritário, no entanto, logo extinguiu todo o entusiasmo do rei por ela, eliminando definitivamente a esperança do nascimento de um herdeiro e abrindo o problema da sucessão.

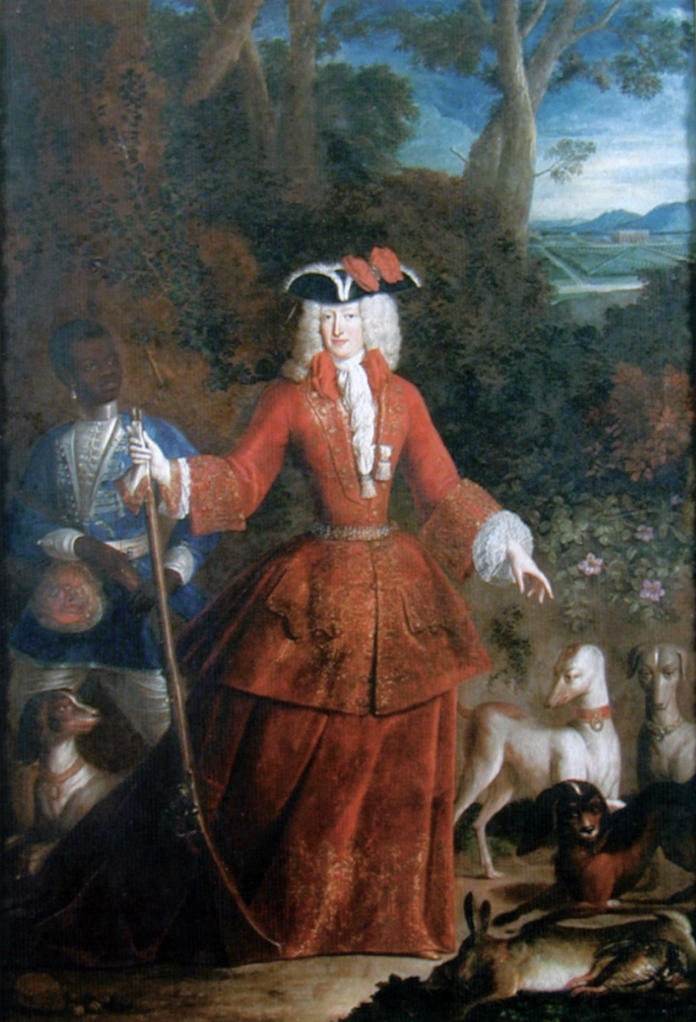
Maria Ana de Neuburgo, segunda esposa de Carlos II

De fato, dois partidos foram criados na corte: o primeiro, que contou com o apoio da rainha Maria Ana, apoiou-se nas reivindicações do ramo austríaco de Habsburgo, representado pelo arquiduque Carlos, filho do imperador Leopoldo I e Leonor Madalena de Neuburgo e, portanto, sobrinho de parte do pai de Fernando III e de Maria Ana da Espanha e, ao mesmo tempo, primo de Carlos II.
O partido francês, no entanto, apoiado na Espanha pelo clero e pelo arcebispo de Toledo Luis Fernández de Portocarrero, depositou suas esperanças em Filipe, duque de Anjou, sobrinho de Luís XIV e Maria Teresa de Espanha, filha de Filipe IV da Espanha e Isabel de Bourbon e, consequentemente, meia-irmã de Carlos II. No entanto, esse partido era mais fraco que o austríaco, uma vez que Maria Teresa renunciou aos seus direitos de sucessão no contrato de casamento com Luís XIV, em troca de um dote. Porém o dote que acompanhou essa promessa não havia sido pago e, portanto, Luís XIV alegou que nesse caso, a renúncia de Maria Teresa não era válida.
As potências européias tentaram chegar a um acordo, mas as tentativas sempre fracassaram. Em 1696, com o apoio da Holanda e da Inglaterra, Carlos II decidiu nomear como herdeiro José Fernando da Baviera, filho de Maria Antónia da Áustria, que por sua vez era filha do imperador Leopoldo I de Habsburgo e Margarida Teresa de Habsburgo, irmã do rei.
Em 1.º de outubro de 1698, um segundo tratado entre Luís XIV e Leopoldo I foi estipulado em Haia com a mediação do rei da Inglaterra, que planejava atribuir:
- ao duque da Baviera, José Fernando da Baviera, bisneto de Filipe IV:

1. Espanha;
2. Holanda;
3. as colônias americanas.

- a Filipe de Anjou, sobrinho de Luís XIV:

1. o reino de Nápoles;
2. o reino da sicília;
3. o marquês de Finale;
4. os estado dos presídios.

- ao arquiduque Carlos, o segundo filho de Leopoldo, mas não herdeiro do trono da Áustria:

1. o ducado de Milão.

Este acordo não entrou em vigor devido à forte oposição de Carlos II, que, em 11 de novembro do mesmo ano, a conselho de sua mãe e do arcebispo de Toledo Portocarrero, reiterou sua disposição em impedir a partilha de sua herança: 
| “ | Declaro meu legítimo sucessor em todos os meus reinos, estados e domínios, o príncipe-eleitor José Fernando, filho único da arquiduquesa Maria Antónia, minha sobrinha e duquesa eleitoral da Baviera, que também era filha única da imperatriz Margarida, minha irmã, que, sendo a primeira na sucessão de todos os meus reinos, pela vontade do rei, se casou com o imperador, meu tio; portanto, a exclusão da rainha da França, minha irmã, fez do príncipe-eleitor José Fernando o único herdeiro de direito. | ” |

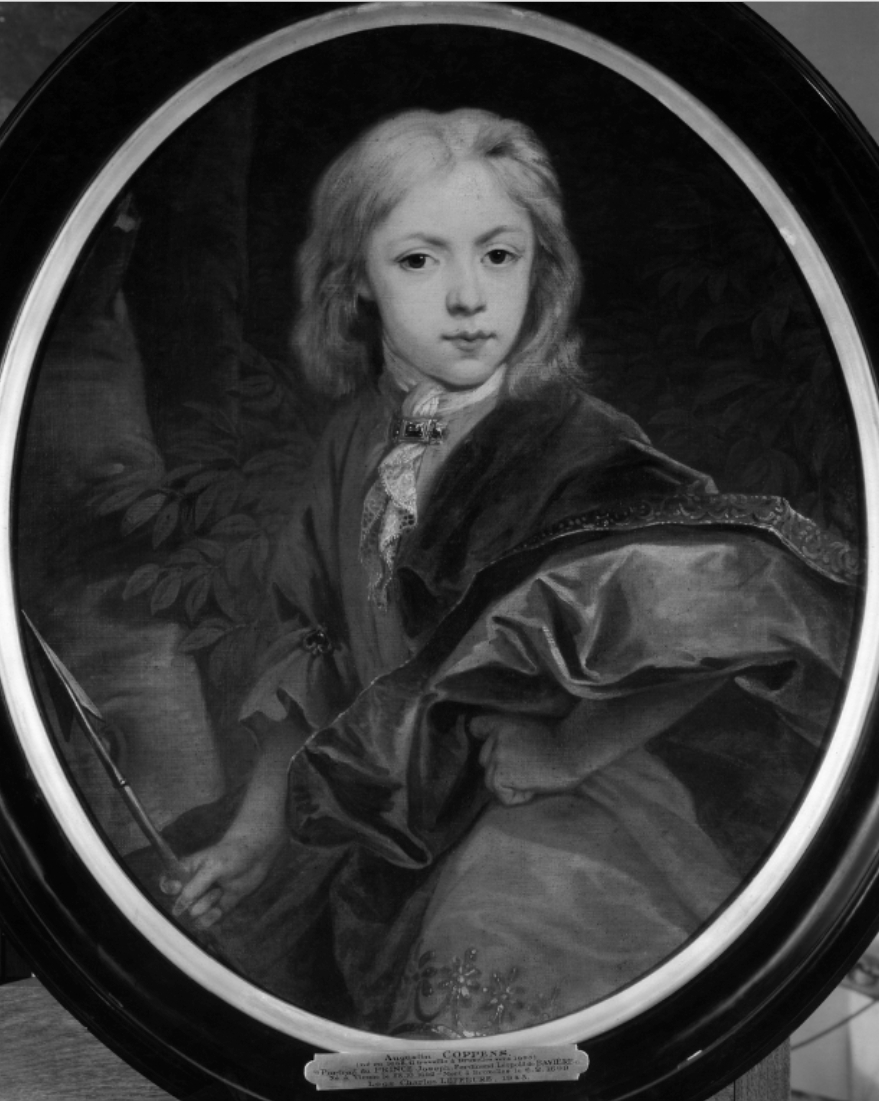
O príncipe-eleitor José Fernando da Baviera, herdeiro do trono espanhol até sua morte prematura em 1699, aos seis anos de idade.

Sua vontade, no entanto, foi frustrada em 6 de fevereiro de 1699 pela morte, por varíola, do príncipe da Baviera, em Bruxelas, onde morou com seu pai Maximiliano II Emanuel da Baviera, governador da Holanda. A crise dinástica então recomeçou: Luís XIV e Leopoldo I tentaram um acordo novamente e, com o apoio da Inglaterra e da Holanda, decidiram no Tratado de Londres, de 25 de março de 1700, dividir a herança espanhola. Esse acordo também recebeu o duro protesto do rei da Espanha, pois o tratado dividia dessa forma os territórios espanhóis:
- para o arquiduque Charles:

1. Espanha;
2. Países Baixos espanhóis;
3. As Colônias Americanas.

- a Filipe de Anjou:

1. Os Reinos de Nápoles, Sicília e Sardenha;
2. O Estado dos Presídios;
3. Lorena.

### Morte e testamento
A essa altura, a saúde de Carlos II piorou e as pressões do ambiente da corte sobre o rei se multiplicaram, chegando até a exorcizarem Carlos. O soberano deteriorava-se constantemente e ficava quase cego; sofria de febres contínuas, hidropisia, astenia, fraqueza intestinal, enquanto ataques e espasmos epiléticos aumentavam de intensidade. Em setembro de 1700, o rei escreveu ao papa Inocêncio XII pedindo-lhe conselhos sobre o assunto de sua sucessão, obtendo uma resposta favorável às reivindicações francesas. Então, ciente de seu fim iminente, deu ordens para abrir os sarcófagos de seus ancestrais e, vendo o corpo, que permaneceu intacto, de sua primeira esposa Maria Luisa de Orleães, ele ficou lá chorando por uma noite inteira.

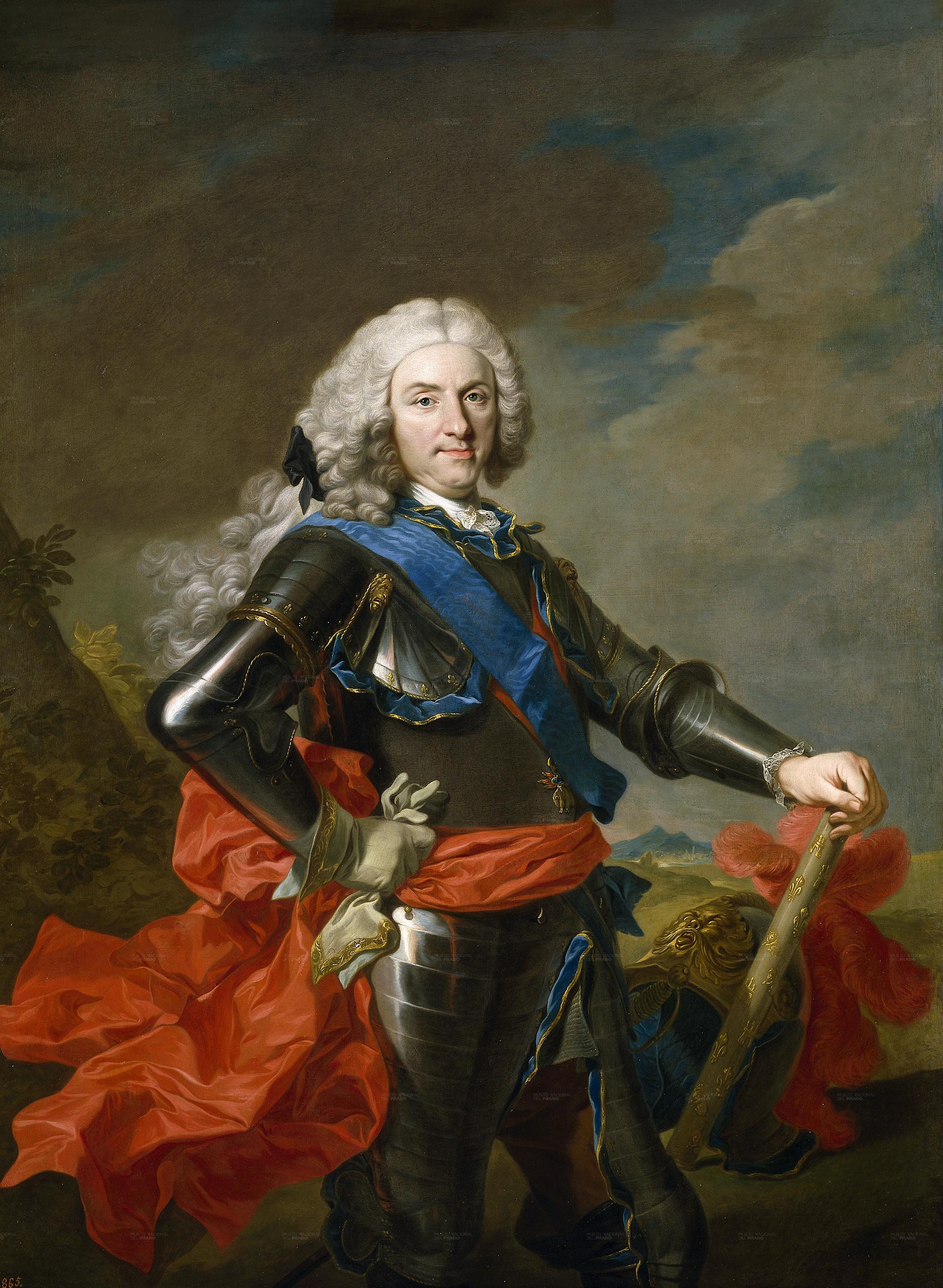
Filipe V, por Louis-Michel van Loo

A partir de 20 de setembro, o rei ficou confinado em sua cama, incapaz de se levantar e, em 3 de outubro, quando recebeu o testamento que os editores haviam compilado de acordo com sua vontade, para assiná-lo, exclamou «Somente Deus é quem dá os reinos, pois somente eles lhe pertencem»  e depois suspirou «Já não sou nada».
Em 30 de outubro, ele perdeu a consciência e, de acordo com suas diretrizes, foi estabelecido um conselho de regência liderado pela rainha Maria Ana de Neuburgo e pelo cardeal Portocarrero. Carlos morreu em 1 de novembro às 2h49, de um derrame apoplético. Abaixo estão os resultados da autópsia, realizada pouco antes de o rei ser levado para seu lar eterno, na Cripta Real do Mosteiro do Escorial:
| “ | Ele tinha um coração do tamanho de uma pimenta, pulmões corroídos, intestinos cancerígenos, três pedras grandes em um rim, um testículo preto como carvão e uma cabeça cheia de água. | ” |

Em seu testamento, tornado público em 2 de novembro, reconhecendo as razões francesas com a cláusula 13, ele nomeou como herdeiro e sucessor universal Filipe de Anjou, neto do rei da França Luís XIV e Maria Teresa da Espanha, irmã mais velha de Carlos, com a única condição de que Filipe renunciasse a todas as reclamações contra a coroa da França em nome dele e de seus filhos.
Se Carlos habilmente impediu que as coroas da França e da Espanha se unissem à sua vontade, os atos de Luís XIV foram na direção oposta: o Rei Sol, de fato, imediatamente rompeu os acordos com Leopoldo I e aproveitou o relacionamento com o novo rei espanhol para enviar suas tropas na Holanda espanhola.
A Áustria se opôs ao projeto hegemônico de Luís XIV, e isso determinou o início da Guerra da Sucessão Espanhola que terminou com a paz de Utrecht e de Rastadt, respectivamente em 1713 e 1714: Filipe V foi reconhecido como rei de Espanha, mas este foi forçado a ceder todas as possessões italianas e os Países Baixos espanhóis à Áustria e à Inglaterra Gibraltar e Minorca.

## Árvore genealógica de Carlos II
| |                              |                              |                              |                              |                              |                                 |                                 |                                             |                                             |                                             |                                             |                                             |                                             |                              |                              |                                                   |                                                   |                                                   |                                                   |                                                   |                                                   |                              |                              |                                               |                                               |                                               |                                               |                                               |                                               |                              |                              |                                                  |                                                  |                                                  |                                                  |                                                  |                                                  |                                                 |                                                 |                                                 |                                                 |                                                 |                                                 |                                        |                                        |                                |                                |                                |                                |                                |                                |                                     |                                     |                                     |                                     |                                     |                                     |                                     |                                     |                                     |                                     |  |  |
| \| \| \| \| \| \| \| \| \| \| \| \| \| \| \| \| \| \| \| \| \| \| \| \| \| Filipe I de Castela[i][ii][iii] 1478–1506 \| Filipe I de Castela[i][ii][iii] 1478–1506 \| Filipe I de Castela[i][ii][iii] 1478–1506 \| Filipe I de Castela[i][ii][iii] 1478–1506 \| Filipe I de Castela[i][ii][iii] 1478–1506 \| Filipe I de Castela[i][ii][iii] 1478–1506 \| \| \| Joana de Castela[i][ii][iii] 1479–1555 \| Joana de Castela[i][ii][iii] 1479–1555 \| Joana de Castela[i][ii][iii] 1479–1555 \| Joana de Castela[i][ii][iii] 1479–1555 \| Joana de Castela[i][ii][iii] 1479–1555 \| Joana de Castela[i][ii][iii] 1479–1555 \| \| \| \| \| \| \| \| \| \| \| \| \| \| \| \| \| \| \| \| \| \| \| \| \| \| \| \| \| \| \| \| \| \| \| \| \| \| \| \| \| \| \| \| \| \| \| \| \| \| \| \| Filipe I de Castela[i][ii][iii] 1478–1506 \| Filipe I de Castela[i][ii][iii] 1478–1506 \| Filipe I de Castela[i][ii][iii] 1478–1506 \| Filipe I de Castela[i][ii][iii] 1478–1506 \| Filipe I de Castela[i][ii][iii] 1478–1506 \| Filipe I de Castela[i][ii][iii] 1478–1506 \| \| \| Joana de Castela[i][ii][iii] 1479–1555 \| Joana de Castela[i][ii][iii] 1479–1555 \| Joana de Castela[i][ii][iii] 1479–1555 \| Joana de Castela[i][ii][iii] 1479–1555 \| Joana de Castela[i][ii][iii] 1479–1555 \| Joana de Castela[i][ii][iii] 1479–1555 \| \| \| \| \| \| \| \| \| \| \| \| \| \| \| \| \| \| \| \| \| \| \| \| \| \| \| \| \| \| \| \| \| \| \| \| \| \| \| \| \| \| \| \| \| \| \| \| \| \| \| \| \| \| \| \| \| \| \| \| \| \| \| \| \| \| \| \| \| \| \| \| \| \| \| \| \| \| \| \| \| \| \| \| \| \| \| \| \| \| \| \| \| \| \| \| \| \| \| \| \| \| \| \| \| \| \| \| \| \| \| \| \| \| \| \| \| \| \| \| \| \| \| \| \| \| \| \| \| \| \| \| \| \| \| \| \| \| \| \| \| \| \| \| \| \| \| \| \| \| \| \| \| \| \| \| \| \| Isabel de Portugal[iv][v] 1503–39 \| Isabel de Portugal[iv][v] 1503–39 \| Isabel de Portugal[iv][v] 1503–39 \| Isabel de Portugal[iv][v] 1503–39 \| Isabel de Portugal[iv][v] 1503–39 \| Isabel de Portugal[iv][v] 1503–39 \| \| \| Carlos V Imperador Romano-Germânico[iv][v] 1500–58 \| Carlos V Imperador Romano-Germânico[iv][v] 1500–58 \| Carlos V Imperador Romano-Germânico[iv][v] 1500–58 \| Carlos V Imperador Romano-Germânico[iv][v] 1500–58 \| Carlos V Imperador Romano-Germânico[iv][v] 1500–58 \| Carlos V Imperador Romano-Germânico[iv][v] 1500–58 \| \| \| \| \| \| \| \| \| \| \| Fernando I Imperador Romano-Germânico[vi][vii][viii] 1503–64 \| Fernando I Imperador Romano-Germânico[vi][vii][viii] 1503–64 \| Fernando I Imperador Romano-Germânico[vi][vii][viii] 1503–64 \| Fernando I Imperador Romano-Germânico[vi][vii][viii] 1503–64 \| Fernando I Imperador Romano-Germânico[vi][vii][viii] 1503–64 \| Fernando I Imperador Romano-Germânico[vi][vii][viii] 1503–64 \| \| \| Ana da Boémia e Hungria[vi][vii][viii] 1503–47 \| Ana da Boémia e Hungria[vi][vii][viii] 1503–47 \| Ana da Boémia e Hungria[vi][vii][viii] 1503–47 \| Ana da Boémia e Hungria[vi][vii][viii] 1503–47 \| Ana da Boémia e Hungria[vi][vii][viii] 1503–47 \| Ana da Boémia e Hungria[vi][vii][viii] 1503–47 \| \| \| \| \| \| \| Isabel da Áustria[ix] 1501–26 \| Isabel da Áustria[ix] 1501–26 \| Isabel da Áustria[ix] 1501–26 \| Isabel da Áustria[ix] 1501–26 \| Isabel da Áustria[ix] 1501–26 \| Isabel da Áustria[ix] 1501–26 \| \| \| Cristiano II da Dinamarca[ix] 1481–1559 \| Cristiano II da Dinamarca[ix] 1481–1559 \| Cristiano II da Dinamarca[ix] 1481–1559 \| Cristiano II da Dinamarca[ix] 1481–1559 \| Cristiano II da Dinamarca[ix] 1481–1559 \| Cristiano II da Dinamarca[ix] 1481–1559 \| \| \| \| \| \| \| \| Isabel de Portugal[iv][v] 1503–39 \| Isabel de Portugal[iv][v] 1503–39 \| Isabel de Portugal[iv][v] 1503–39 \| Isabel de Portugal[iv][v] 1503–39 \| Isabel de Portugal[iv][v] 1503–39 \| Isabel de Portugal[iv][v] 1503–39 \| \| \| Carlos V Imperador Romano-Germânico[iv][v] 1500–58 \| Carlos V Imperador Romano-Germânico[iv][v] 1500–58 \| Carlos V Imperador Romano-Germânico[iv][v] 1500–58 \| Carlos V Imperador Romano-Germânico[iv][v] 1500–58 \| Carlos V Imperador Romano-Germânico[iv][v] 1500–58 \| Carlos V Imperador Romano-Germânico[iv][v] 1500–58 \| \| \| \| \| \| \| \| \| \| \| Fernando I Imperador Romano-Germânico[vi][vii][viii] 1503–64 \| Fernando I Imperador Romano-Germânico[vi][vii][viii] 1503–64 \| Fernando I Imperador Romano-Germânico[vi][vii][viii] 1503–64 \| Fernando I Imperador Romano-Germânico[vi][vii][viii] 1503–64 \| Fernando I Imperador Romano-Germânico[vi][vii][viii] 1503–64 \| Fernando I Imperador Romano-Germânico[vi][vii][viii] 1503–64 \| \| \| Ana da Boémia e Hungria[vi][vii][viii] 1503–47 \| Ana da Boémia e Hungria[vi][vii][viii] 1503–47 \| Ana da Boémia e Hungria[vi][vii][viii] 1503–47 \| Ana da Boémia e Hungria[vi][vii][viii] 1503–47 \| Ana da Boémia e Hungria[vi][vii][viii] 1503–47 \| Ana da Boémia e Hungria[vi][vii][viii] 1503–47 \| \| \| \| \| \| \| Isabel da Áustria[ix] 1501–26 \| Isabel da Áustria[ix] 1501–26 \| Isabel da Áustria[ix] 1501–26 \| Isabel da Áustria[ix] 1501–26 \| Isabel da Áustria[ix] 1501–26 \| Isabel da Áustria[ix] 1501–26 \| \| \| Cristiano II da Dinamarca[ix] 1481–1559 \| Cristiano II da Dinamarca[ix] 1481–1559 \| Cristiano II da Dinamarca[ix] 1481–1559 \| Cristiano II da Dinamarca[ix] 1481–1559 \| Cristiano II da Dinamarca[ix] 1481–1559 \| Cristiano II da Dinamarca[ix] 1481–1559 \| \| \| \| \| \| \| \| \| \| \| \| \| \| \| \| \| \| \| \| \| \| \| \| \| \| \| \| \| \| \| \| \| \| \| \| \| \| \| \| \| \| \| \| \| \| \| \| \| \| \| \| \| \| \| \| \| \| \| \| \| \| \| \| \| \| \| \| \| \| \| \| \| \| \| \| \| \| \| \| \| \| \| \| \| \| \| \| \| \| \| \| \| \| \| \| \| \| \| \| \| \| \| \| \| \| \| \| \| \| \| \| \| \| \| \| \| \| \| \| \| \| \| \| \| \| \| \| \| \| \| \| \| \| \| \| \| \| \| \| \| \| \| \| \| \| Maria de Espanha[x] 1528–1603 \| Maria de Espanha[x] 1528–1603 \| Maria de Espanha[x] 1528–1603 \| Maria de Espanha[x] 1528–1603 \| Maria de Espanha[x] 1528–1603 \| Maria de Espanha[x] 1528–1603 \| \| \| Maximiliano II Imperador Romano-Germânico[x] 1527–76 \| Maximiliano II Imperador Romano-Germânico[x] 1527–76 \| Maximiliano II Imperador Romano-Germânico[x] 1527–76 \| Maximiliano II Imperador Romano-Germânico[x] 1527–76 \| Maximiliano II Imperador Romano-Germânico[x] 1527–76 \| Maximiliano II Imperador Romano-Germânico[x] 1527–76 \| \| \| \| \| \| \| \| \| \| \| Ana da Áustria[xi][xii] 1528–90 \| Ana da Áustria[xi][xii] 1528–90 \| Ana da Áustria[xi][xii] 1528–90 \| Ana da Áustria[xi][xii] 1528–90 \| Ana da Áustria[xi][xii] 1528–90 \| Ana da Áustria[xi][xii] 1528–90 \| \| \| Alberto V Duque da Baviera[xi][xii] 1528–1579 \| Alberto V Duque da Baviera[xi][xii] 1528–1579 \| Alberto V Duque da Baviera[xi][xii] 1528–1579 \| Alberto V Duque da Baviera[xi][xii] 1528–1579 \| Alberto V Duque da Baviera[xi][xii] 1528–1579 \| Alberto V Duque da Baviera[xi][xii] 1528–1579 \| \| \| Cristina da Dinamarca[ix] 1522–90 \| Cristina da Dinamarca[ix] 1522–90 \| Cristina da Dinamarca[ix] 1522–90 \| Cristina da Dinamarca[ix] 1522–90 \| Cristina da Dinamarca[ix] 1522–90 \| Cristina da Dinamarca[ix] 1522–90 \| \| \| Francisco I Duque da Lorena[ix] 1517–45 \| Francisco I Duque da Lorena[ix] 1517–45 \| Francisco I Duque da Lorena[ix] 1517–45 \| Francisco I Duque da Lorena[ix] 1517–45 \| Francisco I Duque da Lorena[ix] 1517–45 \| Francisco I Duque da Lorena[ix] 1517–45 \| \| \| \| \| \| \| \| \| \| \| \| Maria de Espanha[x] 1528–1603 \| Maria de Espanha[x] 1528–1603 \| Maria de Espanha[x] 1528–1603 \| Maria de Espanha[x] 1528–1603 \| Maria de Espanha[x] 1528–1603 \| Maria de Espanha[x] 1528–1603 \| \| \| Maximiliano II Imperador Romano-Germânico[x] 1527–76 \| Maximiliano II Imperador Romano-Germânico[x] 1527–76 \| Maximiliano II Imperador Romano-Germânico[x] 1527–76 \| Maximiliano II Imperador Romano-Germânico[x] 1527–76 \| Maximiliano II Imperador Romano-Germânico[x] 1527–76 \| Maximiliano II Imperador Romano-Germânico[x] 1527–76 \| \| \| \| \| \| \| \| \| \| \| Ana da Áustria[xi][xii] 1528–90 \| Ana da Áustria[xi][xii] 1528–90 \| Ana da Áustria[xi][xii] 1528–90 \| Ana da Áustria[xi][xii] 1528–90 \| Ana da Áustria[xi][xii] 1528–90 \| Ana da Áustria[xi][xii] 1528–90 \| \| \| Alberto V Duque da Baviera[xi][xii] 1528–1579 \| Alberto V Duque da Baviera[xi][xii] 1528–1579 \| Alberto V Duque da Baviera[xi][xii] 1528–1579 \| Alberto V Duque da Baviera[xi][xii] 1528–1579 \| Alberto V Duque da Baviera[xi][xii] 1528–1579 \| Alberto V Duque da Baviera[xi][xii] 1528–1579 \| \| \| Cristina da Dinamarca[ix] 1522–90 \| Cristina da Dinamarca[ix] 1522–90 \| Cristina da Dinamarca[ix] 1522–90 \| Cristina da Dinamarca[ix] 1522–90 \| Cristina da Dinamarca[ix] 1522–90 \| Cristina da Dinamarca[ix] 1522–90 \| \| \| Francisco I Duque da Lorena[ix] 1517–45 \| Francisco I Duque da Lorena[ix] 1517–45 \| Francisco I Duque da Lorena[ix] 1517–45 \| Francisco I Duque da Lorena[ix] 1517–45 \| Francisco I Duque da Lorena[ix] 1517–45 \| Francisco I Duque da Lorena[ix] 1517–45 \| \| \| \| \| \| \| \| \| \| \| \| \| \| \| \| \| \| \| \| \| \| \| \| \| \| \| \| \| \| \| \| \| \| \| \| \| \| \| \| \| \| \| \| \| \| \| \| \| \| \| \| \| \| \| \| \| \| \| \| \| \| \| \| \| \| \| \| \| \| \| \| \| \| \| \| \| \| \| \| \| \| \| \| \| \| \| \| \| \| \| \| \| \| \| \| \| \| \| \| \| \| \| \| \| \| \| \| \| \| \| \| \| \| \| \| \| \| \| \| \| \| \| \| \| \| \| \| \| \| \| \| \| \| Filipe II de Espanha[xiii] 1527–98 \| Filipe II de Espanha[xiii] 1527–98 \| Filipe II de Espanha[xiii] 1527–98 \| Filipe II de Espanha[xiii] 1527–98 \| Filipe II de Espanha[xiii] 1527–98 \| Filipe II de Espanha[xiii] 1527–98 \| \| \| \| \| \| \| Ana de Áustria[xiii] 1549–80 \| Ana de Áustria[xiii] 1549–80 \| Ana de Áustria[xiii] 1549–80 \| Ana de Áustria[xiii] 1549–80 \| Ana de Áustria[xiii] 1549–80 \| Ana de Áustria[xiii] 1549–80 \| \| \| \| \| \| \| Carlos II Arquiduque da Áustria[xiv][xv] 1540–90 \| Carlos II Arquiduque da Áustria[xiv][xv] 1540–90 \| Carlos II Arquiduque da Áustria[xiv][xv] 1540–90 \| Carlos II Arquiduque da Áustria[xiv][xv] 1540–90 \| Carlos II Arquiduque da Áustria[xiv][xv] 1540–90 \| Carlos II Arquiduque da Áustria[xiv][xv] 1540–90 \| \| \| Maria Ana da Baviera[xiv][xv] 1551–1608 \| Maria Ana da Baviera[xiv][xv] 1551–1608 \| Maria Ana da Baviera[xiv][xv] 1551–1608 \| Maria Ana da Baviera[xiv][xv] 1551–1608 \| Maria Ana da Baviera[xiv][xv] 1551–1608 \| Maria Ana da Baviera[xiv][xv] 1551–1608 \| \| \| Guilherme V Duque da Baviera[xvi] 1548–1626 \| Guilherme V Duque da Baviera[xvi] 1548–1626 \| Guilherme V Duque da Baviera[xvi] 1548–1626 \| Guilherme V Duque da Baviera[xvi] 1548–1626 \| Guilherme V Duque da Baviera[xvi] 1548–1626 \| Guilherme V Duque da Baviera[xvi] 1548–1626 \| \| \| \| \| \| \| Renata de Lorena[xvi] 1544–1602 \| Renata de Lorena[xvi] 1544–1602 \| Renata de Lorena[xvi] 1544–1602 \| Renata de Lorena[xvi] 1544–1602 \| Renata de Lorena[xvi] 1544–1602 \| Renata de Lorena[xvi] 1544–1602 \| \| \| \| \| \| \| \| Filipe II de Espanha[xiii] 1527–98 \| Filipe II de Espanha[xiii] 1527–98 \| Filipe II de Espanha[xiii] 1527–98 \| Filipe II de Espanha[xiii] 1527–98 \| Filipe II de Espanha[xiii] 1527–98 \| Filipe II de Espanha[xiii] 1527–98 \| \| \| \| \| \| \| Ana de Áustria[xiii] 1549–80 \| Ana de Áustria[xiii] 1549–80 \| Ana de Áustria[xiii] 1549–80 \| Ana de Áustria[xiii] 1549–80 \| Ana de Áustria[xiii] 1549–80 \| Ana de Áustria[xiii] 1549–80 \| \| \| \| \| \| \| Carlos II Arquiduque da Áustria[xiv][xv] 1540–90 \| Carlos II Arquiduque da Áustria[xiv][xv] 1540–90 \| Carlos II Arquiduque da Áustria[xiv][xv] 1540–90 \| Carlos II Arquiduque da Áustria[xiv][xv] 1540–90 \| Carlos II Arquiduque da Áustria[xiv][xv] 1540–90 \| Carlos II Arquiduque da Áustria[xiv][xv] 1540–90 \| \| \| Maria Ana da Baviera[xiv][xv] 1551–1608 \| Maria Ana da Baviera[xiv][xv] 1551–1608 \| Maria Ana da Baviera[xiv][xv] 1551–1608 \| Maria Ana da Baviera[xiv][xv] 1551–1608 \| Maria Ana da Baviera[xiv][xv] 1551–1608 \| Maria Ana da Baviera[xiv][xv] 1551–1608 \| \| \| Guilherme V Duque da Baviera[xvi] 1548–1626 \| Guilherme V Duque da Baviera[xvi] 1548–1626 \| Guilherme V Duque da Baviera[xvi] 1548–1626 \| Guilherme V Duque da Baviera[xvi] 1548–1626 \| Guilherme V Duque da Baviera[xvi] 1548–1626 \| Guilherme V Duque da Baviera[xvi] 1548–1626 \| \| \| \| \| \| \| Renata de Lorena[xvi] 1544–1602 \| Renata de Lorena[xvi] 1544–1602 \| Renata de Lorena[xvi] 1544–1602 \| Renata de Lorena[xvi] 1544–1602 \| Renata de Lorena[xvi] 1544–1602 \| Renata de Lorena[xvi] 1544–1602 \| \| \| \| \| \| \| \| \| \| \| \| \| \| \| \| \| \| \| \| \| \| \| \| \| \| \| \| \| \| \| \| \| \| \| \| \| \| \| \| \| \| \| \| \| \| \| \| \| \| \| \| \| \| \| \| \| \| \| \| \| \| \| \| \| \| \| \| \| \| \| \| \| \| \| \| \| \| \| \| \| \| \| \| \| \| \| \| \| \| \| \| \| \| \| \| \| \| \| \| \| \| \| \| \| \| \| \| \| \| \| \| \| \| \| \| \| \| \| \| \| \| \| \| \| \| \| \| \| \| \| \| \| \| \| \| \| \| \| \| \| \| \| \| Filipe III de Espanha[xvii][xviii] 1578–1621 \| Filipe III de Espanha[xvii][xviii] 1578–1621 \| Filipe III de Espanha[xvii][xviii] 1578–1621 \| Filipe III de Espanha[xvii][xviii] 1578–1621 \| Filipe III de Espanha[xvii][xviii] 1578–1621 \| Filipe III de Espanha[xvii][xviii] 1578–1621 \| \| \| \| \| \| \| \| \| \| \| \| \| Margarida da Áustria[xvii][xviii] 1584–1611 \| Margarida da Áustria[xvii][xviii] 1584–1611 \| Margarida da Áustria[xvii][xviii] 1584–1611 \| Margarida da Áustria[xvii][xviii] 1584–1611 \| Margarida da Áustria[xvii][xviii] 1584–1611 \| Margarida da Áustria[xvii][xviii] 1584–1611 \| \| \| Fernando II Imperador Romano-Germânico[xix] 1578–1637 \| Fernando II Imperador Romano-Germânico[xix] 1578–1637 \| Fernando II Imperador Romano-Germânico[xix] 1578–1637 \| Fernando II Imperador Romano-Germânico[xix] 1578–1637 \| Fernando II Imperador Romano-Germânico[xix] 1578–1637 \| Fernando II Imperador Romano-Germânico[xix] 1578–1637 \| \| \| \| \| \| \| \| \| Maria Ana da Baviera[xix] 1574–1616 \| Maria Ana da Baviera[xix] 1574–1616 \| Maria Ana da Baviera[xix] 1574–1616 \| Maria Ana da Baviera[xix] 1574–1616 \| Maria Ana da Baviera[xix] 1574–1616 \| Maria Ana da Baviera[xix] 1574–1616 \| \| \| \| \| \| \| \| \| \| \| \| \| \| \| \| \| \| \| \| Filipe III de Espanha[xvii][xviii] 1578–1621 \| Filipe III de Espanha[xvii][xviii] 1578–1621 \| Filipe III de Espanha[xvii][xviii] 1578–1621 \| Filipe III de Espanha[xvii][xviii] 1578–1621 \| Filipe III de Espanha[xvii][xviii] 1578–1621 \| Filipe III de Espanha[xvii][xviii] 1578–1621 \| \| \| \| \| \| \| \| \| \| \| \| \| Margarida da Áustria[xvii][xviii] 1584–1611 \| Margarida da Áustria[xvii][xviii] 1584–1611 \| Margarida da Áustria[xvii][xviii] 1584–1611 \| Margarida da Áustria[xvii][xviii] 1584–1611 \| Margarida da Áustria[xvii][xviii] 1584–1611 \| Margarida da Áustria[xvii][xviii] 1584–1611 \| \| \| Fernando II Imperador Romano-Germânico[xix] 1578–1637 \| Fernando II Imperador Romano-Germânico[xix] 1578–1637 \| Fernando II Imperador Romano-Germânico[xix] 1578–1637 \| Fernando II Imperador Romano-Germânico[xix] 1578–1637 \| Fernando II Imperador Romano-Germânico[xix] 1578–1637 \| Fernando II Imperador Romano-Germânico[xix] 1578–1637 \| \| \| \| \| \| \| \| \| Maria Ana da Baviera[xix] 1574–1616 \| Maria Ana da Baviera[xix] 1574–1616 \| Maria Ana da Baviera[xix] 1574–1616 \| Maria Ana da Baviera[xix] 1574–1616 \| Maria Ana da Baviera[xix] 1574–1616 \| Maria Ana da Baviera[xix] 1574–1616 \| \| \| \| \| \| \| \| \| \| \| \| \| \| \| \| \| \| \| \| \| \| \| \| \| \| \| \| \| \| \| \| \| \| \| \| \| \| \| \| \| \| \| \| \| \| \| \| \| \| \| \| \| \| \| \| \| \| \| \| \| \| \| \| \| \| \| \| \| \| \| \| \| \| \| \| \| \| \| \| \| \| \| \| \| \| \| \| \| \| \| \| \| \| \| \| \| \| \| \| \| \| \| \| \| \| \| \| \| \| \| \| \| \| \| \| \| \| \| \| \| \| \| \| \| \| \| \| \| \| \| \| \| \| \| \| \| \| \| \| \| \| \| \| \| \| \| \| \| \| \| \| \| \| \| \| \| \| \| \| \| \| \| \| Maria Ana de Espanha[xix] 1606–46 \| Maria Ana de Espanha[xix] 1606–46 \| Maria Ana de Espanha[xix] 1606–46 \| Maria Ana de Espanha[xix] 1606–46 \| Maria Ana de Espanha[xix] 1606–46 \| Maria Ana de Espanha[xix] 1606–46 \| \| \| \| \| \| \| \| \| \| \| \| \| Fernando III Imperador Romano-Germânico[xix] 1608–57 \| Fernando III Imperador Romano-Germânico[xix] 1608–57 \| Fernando III Imperador Romano-Germânico[xix] 1608–57 \| Fernando III Imperador Romano-Germânico[xix] 1608–57 \| Fernando III Imperador Romano-Germânico[xix] 1608–57 \| Fernando III Imperador Romano-Germânico[xix] 1608–57 \| \| \| \| \| \| \| \| \| \| \| \| \| \| \| \| \| \| \| \| \| \| \| \| \| \| \| \| \| \| \| \| \| \| \| \| \| \| \| \| \| \| Maria Ana de Espanha[xix] 1606–46 \| Maria Ana de Espanha[xix] 1606–46 \| Maria Ana de Espanha[xix] 1606–46 \| Maria Ana de Espanha[xix] 1606–46 \| Maria Ana de Espanha[xix] 1606–46 \| Maria Ana de Espanha[xix] 1606–46 \| \| \| \| \| \| \| \| \| \| \| \| \| Fernando III Imperador Romano-Germânico[xix] 1608–57 \| Fernando III Imperador Romano-Germânico[xix] 1608–57 \| Fernando III Imperador Romano-Germânico[xix] 1608–57 \| Fernando III Imperador Romano-Germânico[xix] 1608–57 \| Fernando III Imperador Romano-Germânico[xix] 1608–57 \| Fernando III Imperador Romano-Germânico[xix] 1608–57 \| \| \| \| \| \| \| \| \| \| \| \| \| \| \| \| \| \| \| \| \| \| \| \| \| \| \| \| \| \| \| \| \| \| \| \| \| \| \| \| \| \| \| \| \| \| \| \| \| \| \| \| \| \| \| \| \| \| \| \| \| \| \| \| \| \| \| \| \| \| \| \| \| \| \| \| \| \| \| \| \| \| \| \| \| \| \| \| \| \| \| \| \| \| \| \| \| \| \| Filipe IV de Espanha[xx] 1605–65 \| Filipe IV de Espanha[xx] 1605–65 \| Filipe IV de Espanha[xx] 1605–65 \| Filipe IV de Espanha[xx] 1605–65 \| Filipe IV de Espanha[xx] 1605–65 \| Filipe IV de Espanha[xx] 1605–65 \| \| \| \| \| \| \| \| \| \| \| Maria Ana da Áustria[xx] 1634–96 \| Maria Ana da Áustria[xx] 1634–96 \| Maria Ana da Áustria[xx] 1634–96 \| Maria Ana da Áustria[xx] 1634–96 \| Maria Ana da Áustria[xx] 1634–96 \| Maria Ana da Áustria[xx] 1634–96 \| \| \| \| \| \| \| \| \| \| \| \| \| \| \| \| \| \| \| \| \| \| \| \| \| \| \| \| \| \| \| \| \| \| \| \| \| \| \| \| \| \| \| \| Filipe IV de Espanha[xx] 1605–65 \| Filipe IV de Espanha[xx] 1605–65 \| Filipe IV de Espanha[xx] 1605–65 \| Filipe IV de Espanha[xx] 1605–65 \| Filipe IV de Espanha[xx] 1605–65 \| Filipe IV de Espanha[xx] 1605–65 \| \| \| \| \| \| \| \| \| \| \| Maria Ana da Áustria[xx] 1634–96 \| Maria Ana da Áustria[xx] 1634–96 \| Maria Ana da Áustria[xx] 1634–96 \| Maria Ana da Áustria[xx] 1634–96 \| Maria Ana da Áustria[xx] 1634–96 \| Maria Ana da Áustria[xx] 1634–96 \| \| \| \| \| \| \| \| \| \| \| \| \| \| \| \| \| \| \| \| \| \| \| \| \| \| \| \| \| \| \| \| \| \| \| \| \| \| \| \| \| \| \| \| \| \| \| \| \| \| \| \| \| \| \| \| \| \| \| \| \| \| \| \| \| \| \| \| \| \| \| \| \| \| \| \| \| \| \| \| \| \| \| \| \| \| \| \| \| \| \| \| \| \| \| \| \| \| \| \| \| \| \| \| \| \| \| \| \| \| \| \| \| \| \| \| \| Carlos II de Espanha 1661–1700 \| \| \| \| \| \| \| \| \| \| \| \| \| \| \| \| \| \| \| \| \| \| \| \| \| \| \| \| \| \| \| \| \| \| \| \| \| \| \| \| \| \| \| \| |                              |                              |                              |                              |                              |                                 |                                 |                                             |                                             |                                             |                                             |                                             |                                             |                              |                              |                                                   |                                                   |                                                   |                                                   |                                                   |                                                   |                              |                              |                                               |                                               |                                               |                                               |                                               |                                               |                              |                              |                                                  |                                                  |                                                  |                                                  |                                                  |                                                  |                                                 |                                                 |                                                 |                                                 |                                                 |                                                 |                                        |                                        |                                |                                |                                |                                |                                |                                |                                     |                                     |                                     |                                     |                                     |                                     |                                     |                                     |                                     |                                     |  |  |
| Notes: 1. 2. 3. 4. 5. 6. 7. 8. 9. 10. 11. 12. 13. 14. 15. 16. 17. 18. 19. 20. |                              |                              |                              |                              |                              |                                 |                                 |                                             |                                             |                                             |                                             |                                             |                                             |                              |                              |                                                   |                                                   |                                                   |                                                   |                                                   |                                                   |                              |                              |                                               |                                               |                                               |                                               |                                               |                                               |                              |                              |                                                  |                                                  |                                                  |                                                  |                                                  |                                                  |                                                 |                                                 |                                                 |                                                 |                                                 |                                                 |                                        |                                        |                                |                                |                                |                                |                                |                                |                                     |                                     |                                     |                                     |                                     |                                     |                                     |                                     |                                     |                                     |  |  |
| |                              |                              |                              |                              |                              |                                 |                                 |                                             |                                             |                                             |                                             |                                             |                                             |                              |                              |                                                   |                                                   |                                                   |                                                   |                                                   |                                                   |                              |                              | Filipe I de Castela 1478–1506                 | Filipe I de Castela 1478–1506                 | Filipe I de Castela 1478–1506                 | Filipe I de Castela 1478–1506                 | Filipe I de Castela 1478–1506                 | Filipe I de Castela 1478–1506                 |                              |                              | Joana de Castela 1479–1555                       | Joana de Castela 1479–1555                       | Joana de Castela 1479–1555                       | Joana de Castela 1479–1555                       | Joana de Castela 1479–1555                       | Joana de Castela 1479–1555                       |                                                 |                                                 |                                                 |                                                 |                                                 |                                                 |                                        |                                        |                                |                                |                                |                                |                                |                                |                                     |                                     |                                     |                                     |                                     |                                     |                                     |                                     |                                     |                                     |  |  |
| |                              |                              |                              |                              |                              |                                 |                                 |                                             |                                             |                                             |                                             |                                             |                                             |                              |                              |                                                   |                                                   |                                                   |                                                   |                                                   |                                                   |                              |                              | Filipe I de Castela 1478–1506                 | Filipe I de Castela 1478–1506                 | Filipe I de Castela 1478–1506                 | Filipe I de Castela 1478–1506                 | Filipe I de Castela 1478–1506                 | Filipe I de Castela 1478–1506                 |                              |                              | Joana de Castela 1479–1555                       | Joana de Castela 1479–1555                       | Joana de Castela 1479–1555                       | Joana de Castela 1479–1555                       | Joana de Castela 1479–1555                       | Joana de Castela 1479–1555                       |                                                 |                                                 |                                                 |                                                 |                                                 |                                                 |                                        |                                        |                                |                                |                                |                                |                                |                                |                                     |                                     |                                     |                                     |                                     |                                     |                                     |                                     |                                     |                                     |  |  |
| |                              |                              |                              |                              |                              |                                 |                                 |                                             |                                             |                                             |                                             |                                             |                                             |                              |                              |                                                   |                                                   |                                                   |                                                   |                                                   |                                                   |                              |                              |                                               |                                               |                                               |                                               |                                               |                                               |                              |                              |                                                  |                                                  |                                                  |                                                  |                                                  |                                                  |                                                 |                                                 |                                                 |                                                 |                                                 |                                                 |                                        |                                        |                                |                                |                                |                                |                                |                                |                                     |                                     |                                     |                                     |                                     |                                     |                                     |                                     |                                     |                                     |  |  |
| |                              |                              |                              |                              |                              |                                 |                                 |                                             |                                             |                                             |                                             |                                             |                                             |                              |                              |                                                   |                                                   |                                                   |                                                   |                                                   |                                                   |                              |                              |                                               |                                               |                                               |                                               |                                               |                                               |                              |                              |                                                  |                                                  |                                                  |                                                  |                                                  |                                                  |                                                 |                                                 |                                                 |                                                 |                                                 |                                                 |                                        |                                        |                                |                                |                                |                                |                                |                                |                                     |                                     |                                     |                                     |                                     |                                     |                                     |                                     |                                     |                                     |  |  |
| Isabel de Portugal 1503–39 | Isabel de Portugal 1503–39   | Isabel de Portugal 1503–39   | Isabel de Portugal 1503–39   | Isabel de Portugal 1503–39   | Isabel de Portugal 1503–39   |                                 |                                 | Carlos V Imperador Romano-Germânico 1500–58 | Carlos V Imperador Romano-Germânico 1500–58 | Carlos V Imperador Romano-Germânico 1500–58 | Carlos V Imperador Romano-Germânico 1500–58 | Carlos V Imperador Romano-Germânico 1500–58 | Carlos V Imperador Romano-Germânico 1500–58 |                              |                              |                                                   |                                                   |                                                   |                                                   |                                                   |                                                   |                              |                              | Fernando I Imperador Romano-Germânico 1503–64 | Fernando I Imperador Romano-Germânico 1503–64 | Fernando I Imperador Romano-Germânico 1503–64 | Fernando I Imperador Romano-Germânico 1503–64 | Fernando I Imperador Romano-Germânico 1503–64 | Fernando I Imperador Romano-Germânico 1503–64 |                              |                              | Ana da Boémia e Hungria 1503–47                  | Ana da Boémia e Hungria 1503–47                  | Ana da Boémia e Hungria 1503–47                  | Ana da Boémia e Hungria 1503–47                  | Ana da Boémia e Hungria 1503–47                  | Ana da Boémia e Hungria 1503–47                  |                                                 |                                                 |                                                 |                                                 |                                                 |                                                 | Isabel da Áustria 1501–26              | Isabel da Áustria 1501–26              | Isabel da Áustria 1501–26      | Isabel da Áustria 1501–26      | Isabel da Áustria 1501–26      | Isabel da Áustria 1501–26      |                                |                                | Cristiano II da Dinamarca 1481–1559 | Cristiano II da Dinamarca 1481–1559 | Cristiano II da Dinamarca 1481–1559 | Cristiano II da Dinamarca 1481–1559 | Cristiano II da Dinamarca 1481–1559 | Cristiano II da Dinamarca 1481–1559 |                                     |                                     |                                     |                                     |  |  |
| Isabel de Portugal 1503–39 | Isabel de Portugal 1503–39   | Isabel de Portugal 1503–39   | Isabel de Portugal 1503–39   | Isabel de Portugal 1503–39   | Isabel de Portugal 1503–39   |                                 |                                 | Carlos V Imperador Romano-Germânico 1500–58 | Carlos V Imperador Romano-Germânico 1500–58 | Carlos V Imperador Romano-Germânico 1500–58 | Carlos V Imperador Romano-Germânico 1500–58 | Carlos V Imperador Romano-Germânico 1500–58 | Carlos V Imperador Romano-Germânico 1500–58 |                              |                              |                                                   |                                                   |                                                   |                                                   |                                                   |                                                   |                              |                              | Fernando I Imperador Romano-Germânico 1503–64 | Fernando I Imperador Romano-Germânico 1503–64 | Fernando I Imperador Romano-Germânico 1503–64 | Fernando I Imperador Romano-Germânico 1503–64 | Fernando I Imperador Romano-Germânico 1503–64 | Fernando I Imperador Romano-Germânico 1503–64 |                              |                              | Ana da Boémia e Hungria 1503–47                  | Ana da Boémia e Hungria 1503–47                  | Ana da Boémia e Hungria 1503–47                  | Ana da Boémia e Hungria 1503–47                  | Ana da Boémia e Hungria 1503–47                  | Ana da Boémia e Hungria 1503–47                  |                                                 |                                                 |                                                 |                                                 |                                                 |                                                 | Isabel da Áustria 1501–26              | Isabel da Áustria 1501–26              | Isabel da Áustria 1501–26      | Isabel da Áustria 1501–26      | Isabel da Áustria 1501–26      | Isabel da Áustria 1501–26      |                                |                                | Cristiano II da Dinamarca 1481–1559 | Cristiano II da Dinamarca 1481–1559 | Cristiano II da Dinamarca 1481–1559 | Cristiano II da Dinamarca 1481–1559 | Cristiano II da Dinamarca 1481–1559 | Cristiano II da Dinamarca 1481–1559 |                                     |                                     |                                     |                                     |  |  |
| |                              |                              |                              |                              |                              |                                 |                                 |                                             |                                             |                                             |                                             |                                             |                                             |                              |                              |                                                   |                                                   |                                                   |                                                   |                                                   |                                                   |                              |                              |                                               |                                               |                                               |                                               |                                               |                                               |                              |                              |                                                  |                                                  |                                                  |                                                  |                                                  |                                                  |                                                 |                                                 |                                                 |                                                 |                                                 |                                                 |                                        |                                        |                                |                                |                                |                                |                                |                                |                                     |                                     |                                     |                                     |                                     |                                     |                                     |                                     |                                     |                                     |  |  |
| |                              |                              |                              |                              |                              |                                 |                                 |                                             |                                             |                                             |                                             |                                             |                                             |                              |                              |                                                   |                                                   |                                                   |                                                   |                                                   |                                                   |                              |                              |                                               |                                               |                                               |                                               |                                               |                                               |                              |                              |                                                  |                                                  |                                                  |                                                  |                                                  |                                                  |                                                 |                                                 |                                                 |                                                 |                                                 |                                                 |                                        |                                        |                                |                                |                                |                                |                                |                                |                                     |                                     |                                     |                                     |                                     |                                     |                                     |                                     |                                     |                                     |  |  |
| |                              |                              |                              |                              |                              |                                 |                                 | Maria de Espanha 1528–1603                  | Maria de Espanha 1528–1603                  | Maria de Espanha 1528–1603                  | Maria de Espanha 1528–1603                  | Maria de Espanha 1528–1603                  | Maria de Espanha 1528–1603                  |                              |                              | Maximiliano II Imperador Romano-Germânico 1527–76 | Maximiliano II Imperador Romano-Germânico 1527–76 | Maximiliano II Imperador Romano-Germânico 1527–76 | Maximiliano II Imperador Romano-Germânico 1527–76 | Maximiliano II Imperador Romano-Germânico 1527–76 | Maximiliano II Imperador Romano-Germânico 1527–76 |                              |                              |                                               |                                               |                                               |                                               |                                               |                                               |                              |                              | Ana da Áustria 1528–90                           | Ana da Áustria 1528–90                           | Ana da Áustria 1528–90                           | Ana da Áustria 1528–90                           | Ana da Áustria 1528–90                           | Ana da Áustria 1528–90                           |                                                 |                                                 | Alberto V Duque da Baviera 1528–1579            | Alberto V Duque da Baviera 1528–1579            | Alberto V Duque da Baviera 1528–1579            | Alberto V Duque da Baviera 1528–1579            | Alberto V Duque da Baviera 1528–1579   | Alberto V Duque da Baviera 1528–1579   |                                |                                | Cristina da Dinamarca 1522–90  | Cristina da Dinamarca 1522–90  | Cristina da Dinamarca 1522–90  | Cristina da Dinamarca 1522–90  | Cristina da Dinamarca 1522–90       | Cristina da Dinamarca 1522–90       |                                     |                                     | Francisco I Duque da Lorena 1517–45 | Francisco I Duque da Lorena 1517–45 | Francisco I Duque da Lorena 1517–45 | Francisco I Duque da Lorena 1517–45 | Francisco I Duque da Lorena 1517–45 | Francisco I Duque da Lorena 1517–45 |  |  |
| |                              |                              |                              |                              |                              |                                 |                                 | Maria de Espanha 1528–1603                  | Maria de Espanha 1528–1603                  | Maria de Espanha 1528–1603                  | Maria de Espanha 1528–1603                  | Maria de Espanha 1528–1603                  | Maria de Espanha 1528–1603                  |                              |                              | Maximiliano II Imperador Romano-Germânico 1527–76 | Maximiliano II Imperador Romano-Germânico 1527–76 | Maximiliano II Imperador Romano-Germânico 1527–76 | Maximiliano II Imperador Romano-Germânico 1527–76 | Maximiliano II Imperador Romano-Germânico 1527–76 | Maximiliano II Imperador Romano-Germânico 1527–76 |                              |                              |                                               |                                               |                                               |                                               |                                               |                                               |                              |                              | Ana da Áustria 1528–90                           | Ana da Áustria 1528–90                           | Ana da Áustria 1528–90                           | Ana da Áustria 1528–90                           | Ana da Áustria 1528–90                           | Ana da Áustria 1528–90                           |                                                 |                                                 | Alberto V Duque da Baviera 1528–1579            | Alberto V Duque da Baviera 1528–1579            | Alberto V Duque da Baviera 1528–1579            | Alberto V Duque da Baviera 1528–1579            | Alberto V Duque da Baviera 1528–1579   | Alberto V Duque da Baviera 1528–1579   |                                |                                | Cristina da Dinamarca 1522–90  | Cristina da Dinamarca 1522–90  | Cristina da Dinamarca 1522–90  | Cristina da Dinamarca 1522–90  | Cristina da Dinamarca 1522–90       | Cristina da Dinamarca 1522–90       |                                     |                                     | Francisco I Duque da Lorena 1517–45 | Francisco I Duque da Lorena 1517–45 | Francisco I Duque da Lorena 1517–45 | Francisco I Duque da Lorena 1517–45 | Francisco I Duque da Lorena 1517–45 | Francisco I Duque da Lorena 1517–45 |  |  |
| |                              |                              |                              |                              |                              |                                 |                                 |                                             |                                             |                                             |                                             |                                             |                                             |                              |                              |                                                   |                                                   |                                                   |                                                   |                                                   |                                                   |                              |                              |                                               |                                               |                                               |                                               |                                               |                                               |                              |                              |                                                  |                                                  |                                                  |                                                  |                                                  |                                                  |                                                 |                                                 |                                                 |                                                 |                                                 |                                                 |                                        |                                        |                                |                                |                                |                                |                                |                                |                                     |                                     |                                     |                                     |                                     |                                     |                                     |                                     |                                     |                                     |  |  |
| |                              |                              |                              |                              |                              |                                 |                                 |                                             |                                             |                                             |                                             |                                             |                                             |                              |                              |                                                   |                                                   |                                                   |                                                   |                                                   |                                                   |                              |                              |                                               |                                               |                                               |                                               |                                               |                                               |                              |                              |                                                  |                                                  |                                                  |                                                  |                                                  |                                                  |                                                 |                                                 |                                                 |                                                 |                                                 |                                                 |                                        |                                        |                                |                                |                                |                                |                                |                                |                                     |                                     |                                     |                                     |                                     |                                     |                                     |                                     |                                     |                                     |  |  |
| Filipe II de Espanha 1527–98 | Filipe II de Espanha 1527–98 | Filipe II de Espanha 1527–98 | Filipe II de Espanha 1527–98 | Filipe II de Espanha 1527–98 | Filipe II de Espanha 1527–98 |                                 |                                 |                                             |                                             |                                             |                                             | Ana de Áustria 1549–80                      | Ana de Áustria 1549–80                      | Ana de Áustria 1549–80       | Ana de Áustria 1549–80       | Ana de Áustria 1549–80                            | Ana de Áustria 1549–80                            |                                                   |                                                   |                                                   |                                                   |                              |                              | Carlos II Arquiduque da Áustria 1540–90       | Carlos II Arquiduque da Áustria 1540–90       | Carlos II Arquiduque da Áustria 1540–90       | Carlos II Arquiduque da Áustria 1540–90       | Carlos II Arquiduque da Áustria 1540–90       | Carlos II Arquiduque da Áustria 1540–90       |                              |                              | Maria Ana da Baviera 1551–1608                   | Maria Ana da Baviera 1551–1608                   | Maria Ana da Baviera 1551–1608                   | Maria Ana da Baviera 1551–1608                   | Maria Ana da Baviera 1551–1608                   | Maria Ana da Baviera 1551–1608                   |                                                 |                                                 | Guilherme V Duque da Baviera 1548–1626          | Guilherme V Duque da Baviera 1548–1626          | Guilherme V Duque da Baviera 1548–1626          | Guilherme V Duque da Baviera 1548–1626          | Guilherme V Duque da Baviera 1548–1626 | Guilherme V Duque da Baviera 1548–1626 |                                |                                |                                |                                |                                |                                | Renata de Lorena 1544–1602          | Renata de Lorena 1544–1602          | Renata de Lorena 1544–1602          | Renata de Lorena 1544–1602          | Renata de Lorena 1544–1602          | Renata de Lorena 1544–1602          |                                     |                                     |                                     |                                     |  |  |
| Filipe II de Espanha 1527–98 | Filipe II de Espanha 1527–98 | Filipe II de Espanha 1527–98 | Filipe II de Espanha 1527–98 | Filipe II de Espanha 1527–98 | Filipe II de Espanha 1527–98 |                                 |                                 |                                             |                                             |                                             |                                             | Ana de Áustria 1549–80                      | Ana de Áustria 1549–80                      | Ana de Áustria 1549–80       | Ana de Áustria 1549–80       | Ana de Áustria 1549–80                            | Ana de Áustria 1549–80                            |                                                   |                                                   |                                                   |                                                   |                              |                              | Carlos II Arquiduque da Áustria 1540–90       | Carlos II Arquiduque da Áustria 1540–90       | Carlos II Arquiduque da Áustria 1540–90       | Carlos II Arquiduque da Áustria 1540–90       | Carlos II Arquiduque da Áustria 1540–90       | Carlos II Arquiduque da Áustria 1540–90       |                              |                              | Maria Ana da Baviera 1551–1608                   | Maria Ana da Baviera 1551–1608                   | Maria Ana da Baviera 1551–1608                   | Maria Ana da Baviera 1551–1608                   | Maria Ana da Baviera 1551–1608                   | Maria Ana da Baviera 1551–1608                   |                                                 |                                                 | Guilherme V Duque da Baviera 1548–1626          | Guilherme V Duque da Baviera 1548–1626          | Guilherme V Duque da Baviera 1548–1626          | Guilherme V Duque da Baviera 1548–1626          | Guilherme V Duque da Baviera 1548–1626 | Guilherme V Duque da Baviera 1548–1626 |                                |                                |                                |                                |                                |                                | Renata de Lorena 1544–1602          | Renata de Lorena 1544–1602          | Renata de Lorena 1544–1602          | Renata de Lorena 1544–1602          | Renata de Lorena 1544–1602          | Renata de Lorena 1544–1602          |                                     |                                     |                                     |                                     |  |  |
| |                              |                              |                              |                              |                              |                                 |                                 |                                             |                                             |                                             |                                             |                                             |                                             |                              |                              |                                                   |                                                   |                                                   |                                                   |                                                   |                                                   |                              |                              |                                               |                                               |                                               |                                               |                                               |                                               |                              |                              |                                                  |                                                  |                                                  |                                                  |                                                  |                                                  |                                                 |                                                 |                                                 |                                                 |                                                 |                                                 |                                        |                                        |                                |                                |                                |                                |                                |                                |                                     |                                     |                                     |                                     |                                     |                                     |                                     |                                     |                                     |                                     |  |  |
| |                              |                              |                              |                              |                              |                                 |                                 |                                             |                                             |                                             |                                             |                                             |                                             |                              |                              |                                                   |                                                   |                                                   |                                                   |                                                   |                                                   |                              |                              |                                               |                                               |                                               |                                               |                                               |                                               |                              |                              |                                                  |                                                  |                                                  |                                                  |                                                  |                                                  |                                                 |                                                 |                                                 |                                                 |                                                 |                                                 |                                        |                                        |                                |                                |                                |                                |                                |                                |                                     |                                     |                                     |                                     |                                     |                                     |                                     |                                     |                                     |                                     |  |  |
| |                              |                              |                              |                              |                              | Filipe III de Espanha 1578–1621 | Filipe III de Espanha 1578–1621 | Filipe III de Espanha 1578–1621             | Filipe III de Espanha 1578–1621             | Filipe III de Espanha 1578–1621             | Filipe III de Espanha 1578–1621             |                                             |                                             |                              |                              |                                                   |                                                   |                                                   |                                                   |                                                   |                                                   |                              |                              | Margarida da Áustria 1584–1611                | Margarida da Áustria 1584–1611                | Margarida da Áustria 1584–1611                | Margarida da Áustria 1584–1611                | Margarida da Áustria 1584–1611                | Margarida da Áustria 1584–1611                |                              |                              | Fernando II Imperador Romano-Germânico 1578–1637 | Fernando II Imperador Romano-Germânico 1578–1637 | Fernando II Imperador Romano-Germânico 1578–1637 | Fernando II Imperador Romano-Germânico 1578–1637 | Fernando II Imperador Romano-Germânico 1578–1637 | Fernando II Imperador Romano-Germânico 1578–1637 |                                                 |                                                 |                                                 |                                                 |                                                 |                                                 |                                        |                                        | Maria Ana da Baviera 1574–1616 | Maria Ana da Baviera 1574–1616 | Maria Ana da Baviera 1574–1616 | Maria Ana da Baviera 1574–1616 | Maria Ana da Baviera 1574–1616 | Maria Ana da Baviera 1574–1616 |                                     |                                     |                                     |                                     |                                     |                                     |                                     |                                     |                                     |                                     |  |  |
| |                              |                              |                              |                              |                              | Filipe III de Espanha 1578–1621 | Filipe III de Espanha 1578–1621 | Filipe III de Espanha 1578–1621             | Filipe III de Espanha 1578–1621             | Filipe III de Espanha 1578–1621             | Filipe III de Espanha 1578–1621             |                                             |                                             |                              |                              |                                                   |                                                   |                                                   |                                                   |                                                   |                                                   |                              |                              | Margarida da Áustria 1584–1611                | Margarida da Áustria 1584–1611                | Margarida da Áustria 1584–1611                | Margarida da Áustria 1584–1611                | Margarida da Áustria 1584–1611                | Margarida da Áustria 1584–1611                |                              |                              | Fernando II Imperador Romano-Germânico 1578–1637 | Fernando II Imperador Romano-Germânico 1578–1637 | Fernando II Imperador Romano-Germânico 1578–1637 | Fernando II Imperador Romano-Germânico 1578–1637 | Fernando II Imperador Romano-Germânico 1578–1637 | Fernando II Imperador Romano-Germânico 1578–1637 |                                                 |                                                 |                                                 |                                                 |                                                 |                                                 |                                        |                                        | Maria Ana da Baviera 1574–1616 | Maria Ana da Baviera 1574–1616 | Maria Ana da Baviera 1574–1616 | Maria Ana da Baviera 1574–1616 | Maria Ana da Baviera 1574–1616 | Maria Ana da Baviera 1574–1616 |                                     |                                     |                                     |                                     |                                     |                                     |                                     |                                     |                                     |                                     |  |  |
| |                              |                              |                              |                              |                              |                                 |                                 |                                             |                                             |                                             |                                             |                                             |                                             |                              |                              |                                                   |                                                   |                                                   |                                                   |                                                   |                                                   |                              |                              |                                               |                                               |                                               |                                               |                                               |                                               |                              |                              |                                                  |                                                  |                                                  |                                                  |                                                  |                                                  |                                                 |                                                 |                                                 |                                                 |                                                 |                                                 |                                        |                                        |                                |                                |                                |                                |                                |                                |                                     |                                     |                                     |                                     |                                     |                                     |                                     |                                     |                                     |                                     |  |  |
| |                              |                              |                              |                              |                              |                                 |                                 |                                             |                                             |                                             |                                             |                                             |                                             |                              |                              |                                                   |                                                   |                                                   |                                                   |                                                   |                                                   |                              |                              |                                               |                                               |                                               |                                               |                                               |                                               |                              |                              |                                                  |                                                  |                                                  |                                                  |                                                  |                                                  |                                                 |                                                 |                                                 |                                                 |                                                 |                                                 |                                        |                                        |                                |                                |                                |                                |                                |                                |                                     |                                     |                                     |                                     |                                     |                                     |                                     |                                     |                                     |                                     |  |  |
| |                              |                              |                              |                              |                              |                                 |                                 |                                             |                                             |                                             |                                             |                                             |                                             |                              |                              |                                                   |                                                   |                                                   |                                                   | Maria Ana de Espanha 1606–46                      | Maria Ana de Espanha 1606–46                      | Maria Ana de Espanha 1606–46 | Maria Ana de Espanha 1606–46 | Maria Ana de Espanha 1606–46                  | Maria Ana de Espanha 1606–46                  |                                               |                                               |                                               |                                               |                              |                              |                                                  |                                                  |                                                  |                                                  |                                                  |                                                  | Fernando III Imperador Romano-Germânico 1608–57 | Fernando III Imperador Romano-Germânico 1608–57 | Fernando III Imperador Romano-Germânico 1608–57 | Fernando III Imperador Romano-Germânico 1608–57 | Fernando III Imperador Romano-Germânico 1608–57 | Fernando III Imperador Romano-Germânico 1608–57 |                                        |                                        |                                |                                |                                |                                |                                |                                |                                     |                                     |                                     |                                     |                                     |                                     |                                     |                                     |                                     |                                     |  |  |
| |                              |                              |                              |                              |                              |                                 |                                 |                                             |                                             |                                             |                                             |                                             |                                             |                              |                              |                                                   |                                                   |                                                   |                                                   | Maria Ana de Espanha 1606–46                      | Maria Ana de Espanha 1606–46                      | Maria Ana de Espanha 1606–46 | Maria Ana de Espanha 1606–46 | Maria Ana de Espanha 1606–46                  | Maria Ana de Espanha 1606–46                  |                                               |                                               |                                               |                                               |                              |                              |                                                  |                                                  |                                                  |                                                  |                                                  |                                                  | Fernando III Imperador Romano-Germânico 1608–57 | Fernando III Imperador Romano-Germânico 1608–57 | Fernando III Imperador Romano-Germânico 1608–57 | Fernando III Imperador Romano-Germânico 1608–57 | Fernando III Imperador Romano-Germânico 1608–57 | Fernando III Imperador Romano-Germânico 1608–57 |                                        |                                        |                                |                                |                                |                                |                                |                                |                                     |                                     |                                     |                                     |                                     |                                     |                                     |                                     |                                     |                                     |  |  |
| |                              |                              |                              |                              |                              |                                 |                                 |                                             |                                             |                                             |                                             |                                             |                                             |                              |                              |                                                   |                                                   |                                                   |                                                   |                                                   |                                                   |                              |                              |                                               |                                               |                                               |                                               |                                               |                                               |                              |                              |                                                  |                                                  |                                                  |                                                  |                                                  |                                                  |                                                 |                                                 |                                                 |                                                 |                                                 |                                                 |                                        |                                        |                                |                                |                                |                                |                                |                                |                                     |                                     |                                     |                                     |                                     |                                     |                                     |                                     |                                     |                                     |  |  |
| |                              |                              |                              |                              |                              |                                 |                                 |                                             |                                             |                                             |                                             | Filipe IV de Espanha 1605–65                | Filipe IV de Espanha 1605–65                | Filipe IV de Espanha 1605–65 | Filipe IV de Espanha 1605–65 | Filipe IV de Espanha 1605–65                      | Filipe IV de Espanha 1605–65                      |                                                   |                                                   |                                                   |                                                   |                              |                              |                                               |                                               |                                               |                                               | Maria Ana da Áustria 1634–96                  | Maria Ana da Áustria 1634–96                  | Maria Ana da Áustria 1634–96 | Maria Ana da Áustria 1634–96 | Maria Ana da Áustria 1634–96                     | Maria Ana da Áustria 1634–96                     |                                                  |                                                  |                                                  |                                                  |                                                 |                                                 |                                                 |                                                 |                                                 |                                                 |                                        |                                        |                                |                                |                                |                                |                                |                                |                                     |                                     |                                     |                                     |                                     |                                     |                                     |                                     |                                     |                                     |  |  |
| |                              |                              |                              |                              |                              |                                 |                                 |                                             |                                             |                                             |                                             | Filipe IV de Espanha 1605–65                | Filipe IV de Espanha 1605–65                | Filipe IV de Espanha 1605–65 | Filipe IV de Espanha 1605–65 | Filipe IV de Espanha 1605–65                      | Filipe IV de Espanha 1605–65                      |                                                   |                                                   |                                                   |                                                   |                              |                              |                                               |                                               |                                               |                                               | Maria Ana da Áustria 1634–96                  | Maria Ana da Áustria 1634–96                  | Maria Ana da Áustria 1634–96 | Maria Ana da Áustria 1634–96 | Maria Ana da Áustria 1634–96                     | Maria Ana da Áustria 1634–96                     |                                                  |                                                  |                                                  |                                                  |                                                 |                                                 |                                                 |                                                 |                                                 |                                                 |                                        |                                        |                                |                                |                                |                                |                                |                                |                                     |                                     |                                     |                                     |                                     |                                     |                                     |                                     |                                     |                                     |  |  |
| |                              |                              |                              |                              |                              |                                 |                                 |                                             |                                             |                                             |                                             |                                             |                                             |                              |                              |                                                   |                                                   |                                                   |                                                   |                                                   |                                                   |                              |                              |                                               |                                               |                                               |                                               |                                               |                                               |                              |                              |                                                  |                                                  |                                                  |                                                  |                                                  |                                                  |                                                 |                                                 |                                                 |                                                 |                                                 |                                                 |                                        |                                        |                                |                                |                                |                                |                                |                                |                                     |                                     |                                     |                                     |                                     |                                     |                                     |                                     |                                     |                                     |  |  |
| |                              |                              |                              |                              |                              |                                 |                                 |                                             |                                             |                                             |                                             |                                             |                                             |                              |                              |                                                   |                                                   |                                                   |                                                   | Carlos II de Espanha 1661–1700                    |                                                   |                              |                              |                                               |                                               |                                               |                                               |                                               |                                               |                              |                              |                                                  |                                                  |                                                  |                                                  |                                                  |                                                  |                                                 |                                                 |                                                 |                                                 |                                                 |                                                 |                                        |                                        |                                |                                |                                |                                |                                |                                |                                     |                                     |                                     |                                     |                                     |                                     |                                     |                                     |                                     |                                     |  |  |